# Lesioni elementari della cute
Le lesioni elementari della cute comprendono un insieme di alterazioni dell'apparato tegumentario rilevabili in corso di esame obiettivo dermatologico e la cui corretta interpretazione permette di distinguere le principali malattie cutanee. Viene definita lesione "primitiva" ogni lesione che insorge come tale nella pelle come la diretta espressione di un processo patologico, e traduce sul piano clinico obiettivo il processo lesionale, distinguendosi dalle lesioni elementari "secondarie" che rappresentano l'evoluzione di una lesione primitiva. 
Si definisce invece lesione elementare patognomonica una lesione cutanea di esclusiva pertinenza di una malattia. Il termine generico eruzione cutanea è invece utilizzato per identificare l'insorgenza sulla cute di una o più lesioni elementari come conseguenza di una malattia propria della pelle oppure di una malattia sistemica.
Ogni lesione viene ad essere identificata per:
- dimensione;
- colore;
- consistenza;
- dolorabilità;
- forma;
- mobilità;
- margini.

In seguito al riconoscimento bisogna inquadrare la lesione nella diagnosi. Quindi occorre stabilire: 
- il numero;
- la disposizione;
- l'estensione della lesione sulla superficie cutanea;
- coinvolgimento delle pieghe cutanee;
- coinvolgimento degli annessi (quali unghie, peli e/o capelli).

Altresì è di fondamentale importanza valutare la presenza di altre lesioni distinte dalla principale; in questo senso, si parla di monomorfismo quando è presente un solo tipo di lesione e di polimorfismo quando coesistono più tipi di lesioni elementari nella stessa malattia cutanea.

## Lesioni elementari primitive

### Macchia o macula
Alterazione del colore della pelle non rilevata che non scompare alla vitropressione. Può avere diversi colori ed essere più o meno scura in base alla quantità di melanina. Vengono definite:
- macchie melanodermiche le macchie scure come le efelidi, le lentiggini, i nevi o il cloasma
- macchie leucodermiche le macchie chiare come i nevi anemici, la vitiligine o la pitiriasi alba.  Sono macchie anche le ecchimosi (stravaso ematico superficiale) e gli ematomi (stravaso ematico profondo).

La macula e la macchia interessano prevalentemente il distretto epidermico.

### Pseudomacchia
Deposito di pigmenti esterni, dovuto sovente all'utilizzo di sostante quali la 1,4-fenilendiammina, i sulfamidici o sulfamino derivati o, ad esempio, l'amiodarone.

### Papula
Lesione solida superficiale dovuta ad infiltrazione flogistica o a proliferazione cellulare di dimensioni inferiori o pari a 0.5 cm. Tipiche papule possono essere dovute a punture di insetto, a malattie esantematiche come il morbillo o a sifilide secondaria.

### Placca

Papula e placca.

Lesione solida superficiale dovuta ad infiltrazione flogistica o a proliferazione cellulare di dimensioni superiori a 0.5 cm, talora derivante alla confluenza di più papule. Placche eritemato-desquamative sono tipiche della psoriasi. Alcuni linfomi possono infiltrare l'epidermide e formare caratteristiche placche.

### Vescicola
Rilievo non solido, non transitorio (differenza con il pomfo) e dovuto a cavità ripiena di liquido delle dimensioni inferiori ad 1 cm. Il contenuto può essere sieroso od ematico; quest'ultimo identifica una lesione che si approfonda al di sotto della giunzione dermoepidermica. Plurime vescicole puntiformi e sierose non confluenti sono tipiche delle dermatiti eczematose. Le vescicole sono anche tipiche dell'herpes labiale e della varicella.

### Bolla
Rilievo non solido, non transitorio e dovuto a cavità ripiena di liquido delle dimensioni superiori ad 1 cm. Mentre la bolla sierosa è la lesione tipica del pemfigo volgare, bolle eritematose con contenuto ematico e con tetto teso sono tipiche del pemfigoide bolloso.

### Nodulo
Lesione solida e rilevata di dimensioni superiori a 0.5 cm dovuta ad infiltrazione e proliferazione profonda. Si esprimono come noduli la leishmaniosi cutanea, il carcinoma basocellulare, il melanoma e il carcinoma spinocellulare.

### Nodosità
Lesioni solide profonde od ipodermiche tipiche della sarcoidosi (dermo-ipodermite nodulare) e dell'eritema nodoso. Le lesioni, spesso dolenti, hanno aspetto contusiforme e sono dure alla palpazione

### Eritema
Arrossamento più o meno circoscritto della cute che scompare alla vitropressione, dovuto alla vasodilatazione attiva (arteriosa) o passiva (venosa). L'eritema è tipico della malattie esantematiche dell'infanzia come il morbillo, la rosolia, l'esantema subitum o la scarlattina. Altre lesioni eritematose possono comparire in seguito all'assunzione di farmaci (eritema fisso fa farmaco) o in corso di malattie autoimmuni (dermatomiosite).

### Pomfo
Rilievo solido e transitorio della cute dovuto ad edema da vasodilatazione fugace e intensamente pruriginoso, di colore uniformemente rosso. Con il tempo, il colore rosso resta in periferia, mentre il centro diventa perlaceo. Il pomfo è la lesione elementare tipica dell'orticaria.

### Flittene
Rilievo non solido, non transitorio e dovuto a cavità ripiena di liquido sieroso cagionata da agenti fisici quali caldo, freddo o sostanze chimiche. Sono lesioni tipiche delle ustioni di 2º grado,

### Pustola
Rilievo eritematoso contenente pus, tipica di foruncolosi, acne e talora impetigine.

### Gomma
Lesione caratterizzata da colliquazione e talora fistolizzazione. La gomma è tipica dalla lue e dello sfrofuloderma.

### Vegetazione
Escrescenza  di cute o mucose di colore rosso vivo o rosso bruno e di consistenza molle-fibrosa. I condilomi sono tipici esempi di vegetazione; si parla di verrucosità quando tali escrescenze si ricoprono di uno strato corneo.

### Cisti
Intumescenze a contenuto semi-solido di dimensioni variabili. Sono tipiche le cisti mucoidi di labbra, cavo orale o polso e le cisti tricolemmali o sebacee del cuoio capelluto o del dorso.

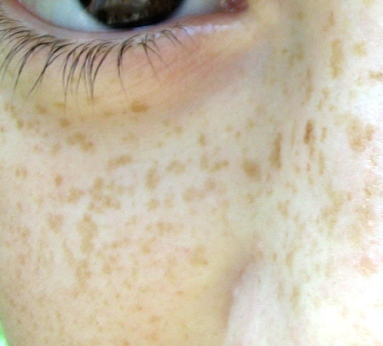
Macchia, lentiggini
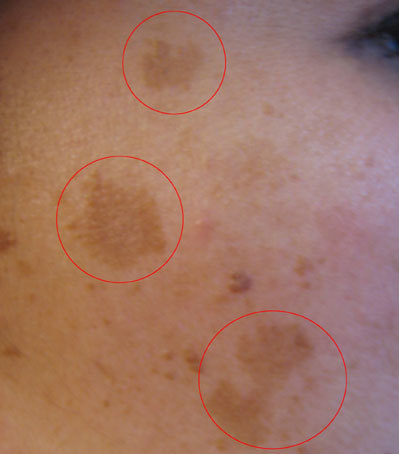
Macchia, cloasma
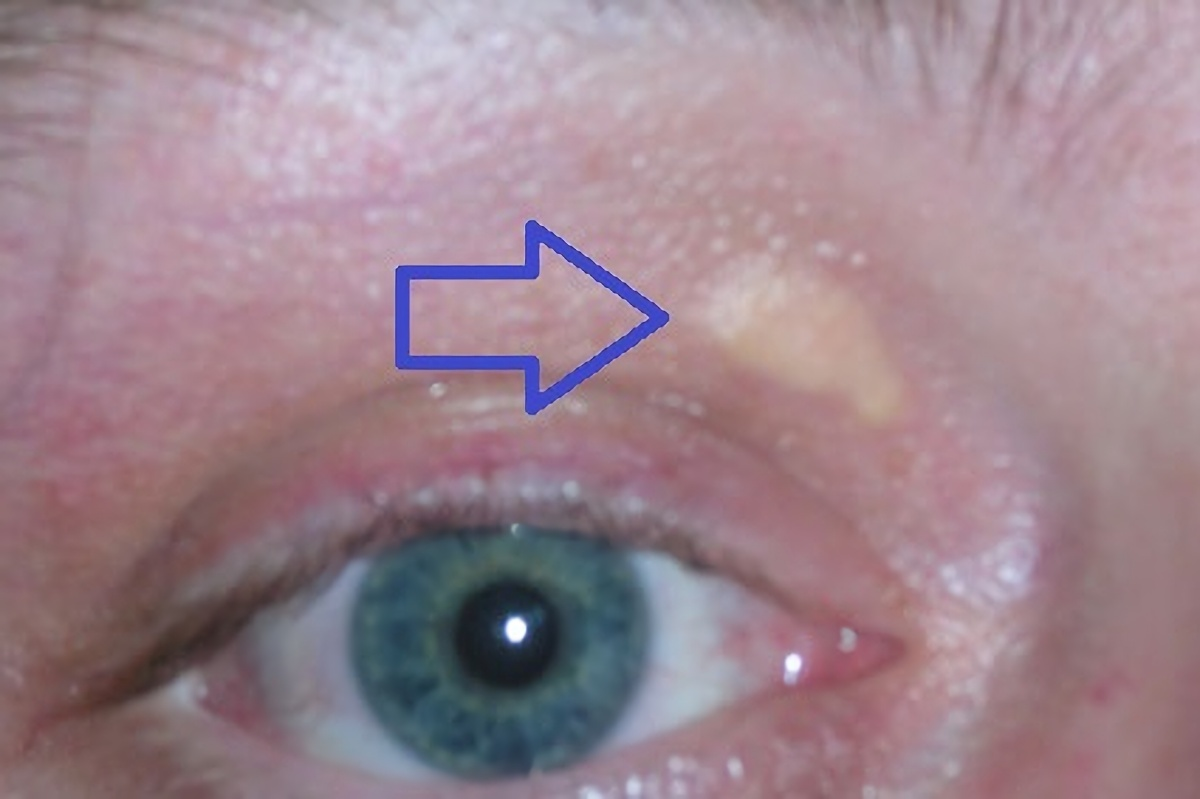
Macchia, xantelasma
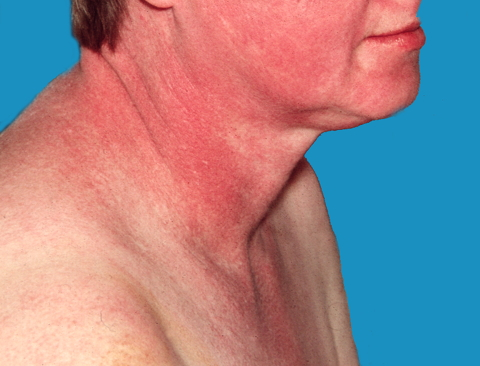
Eritema, dermatomiosite
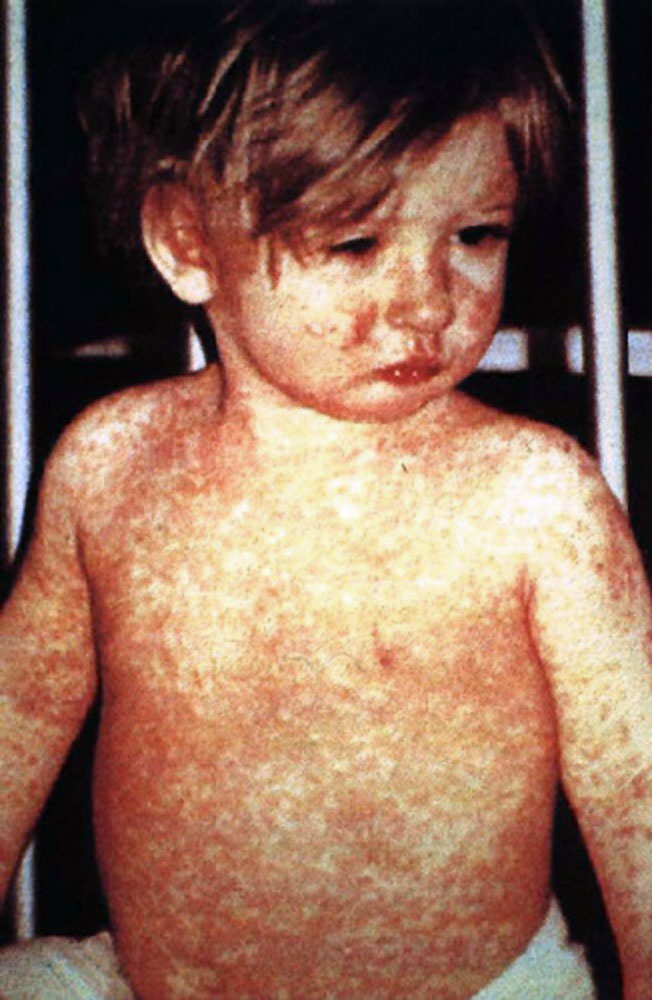
Eritema, morbillo
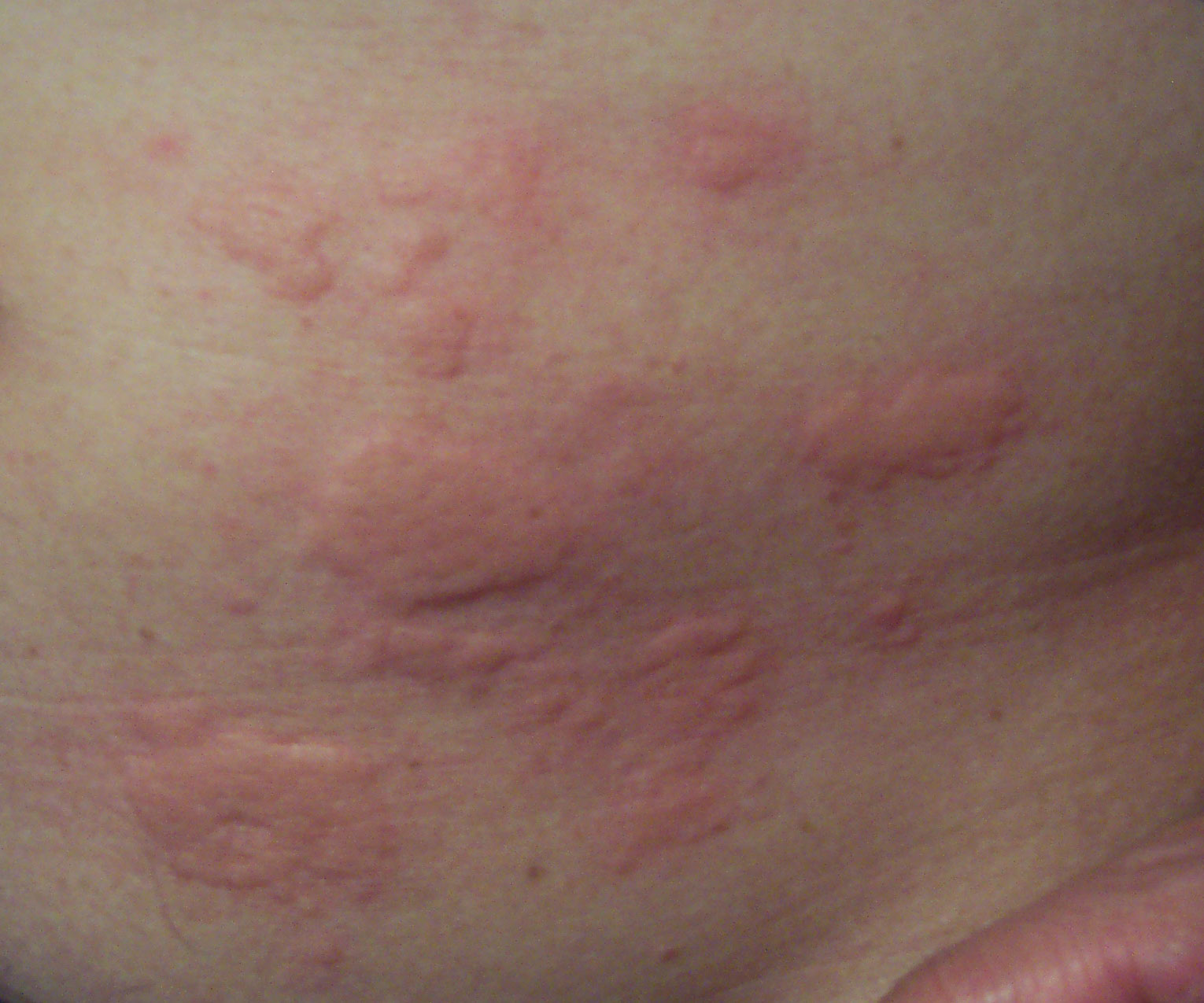
Pomfo, orticaria
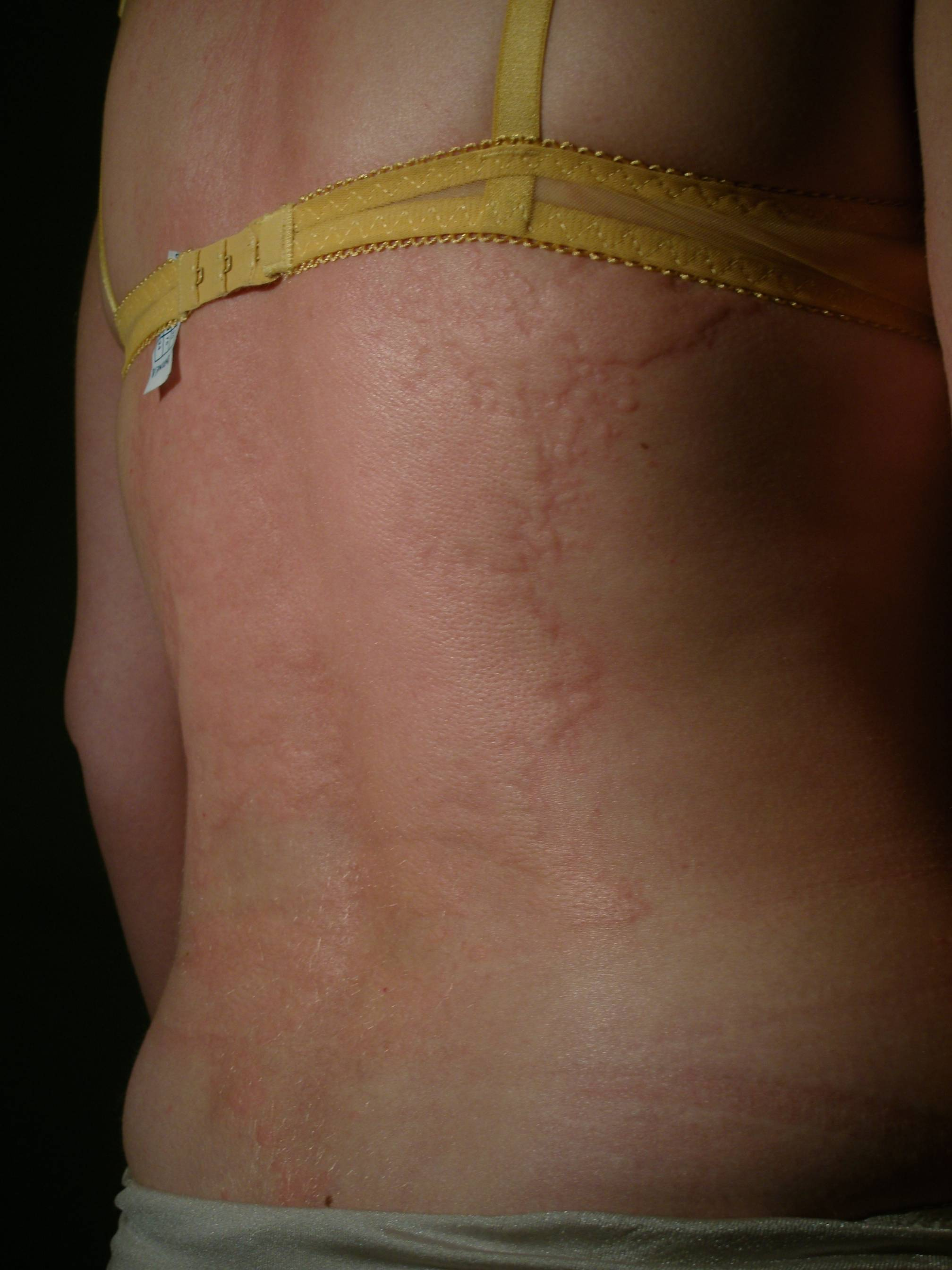
Pomfo, orticaria
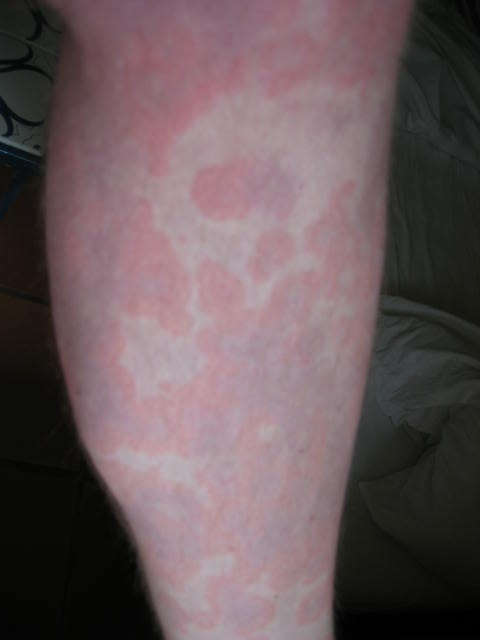
Pomfo, orticaria
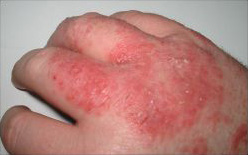
Vescicole, eczema
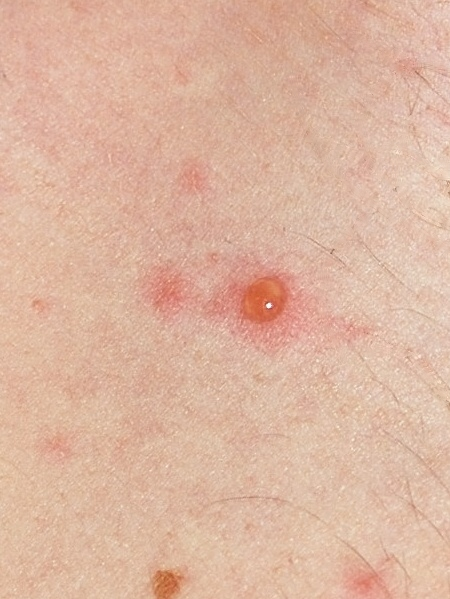
Vescicole, varicella
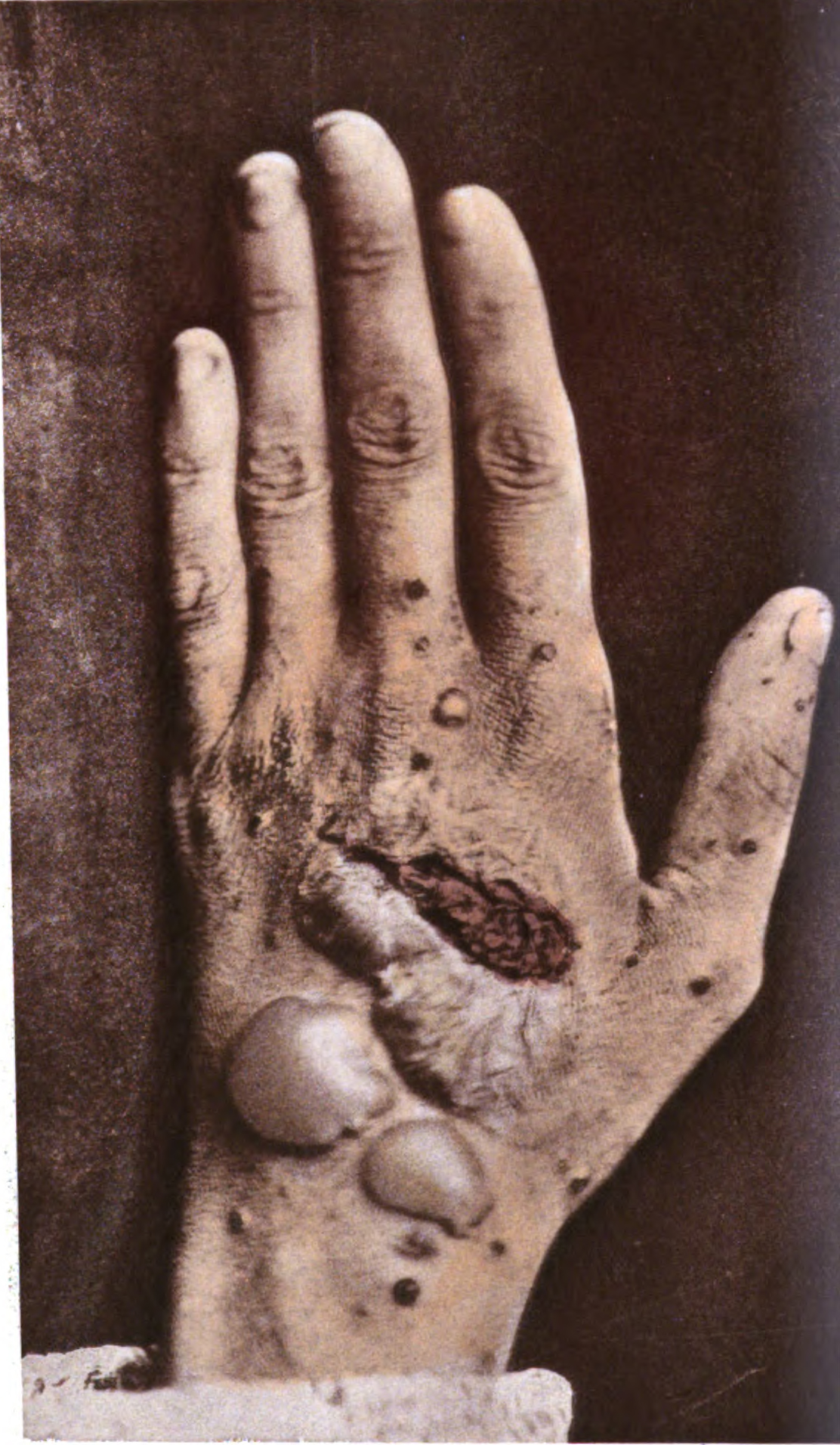
Bolla, pemfigo
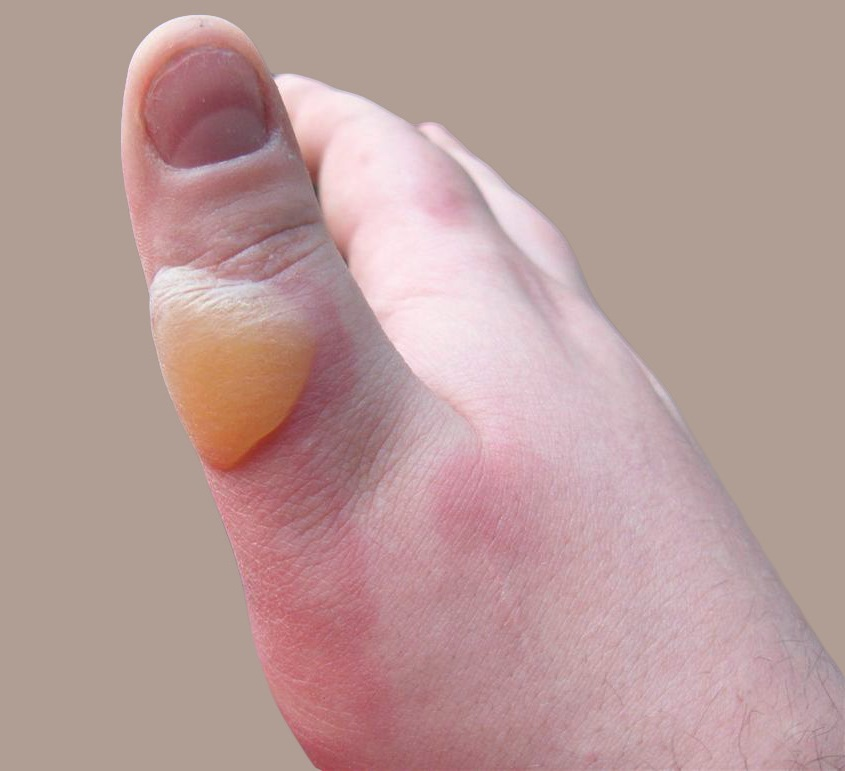
Flittene, ustione di secondo grado
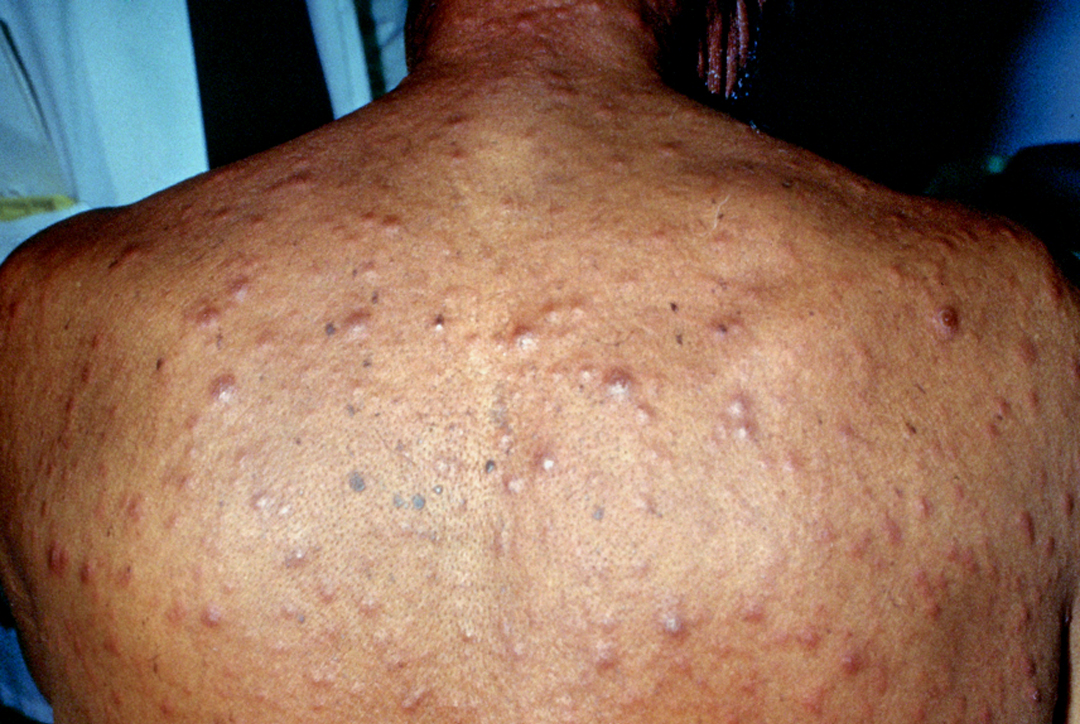
Lesioni polimorfe, papule e noduli in corso di sifilide secondaria
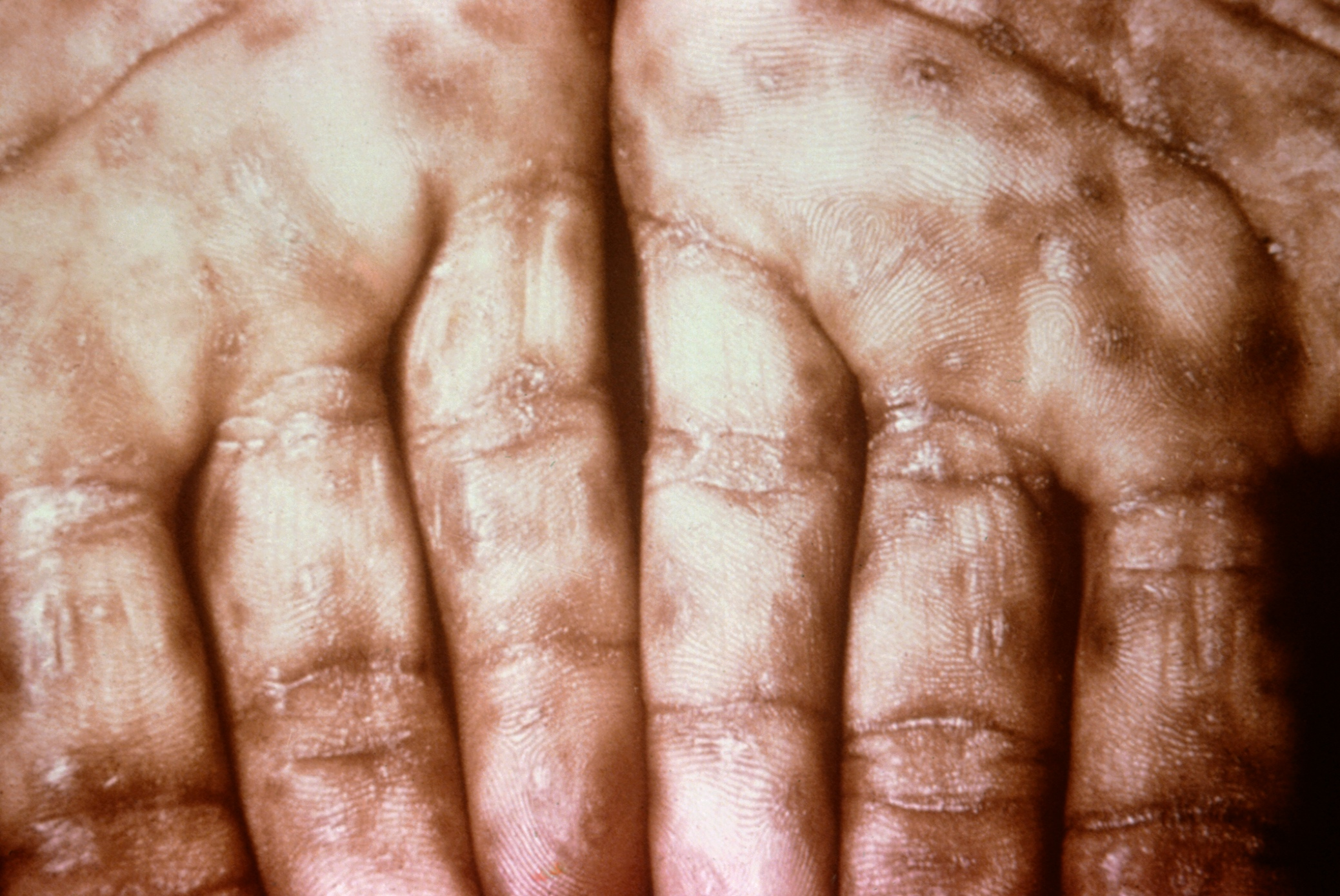
Lesioni polimorfe, papule e noduli in corso di sifilide secondaria
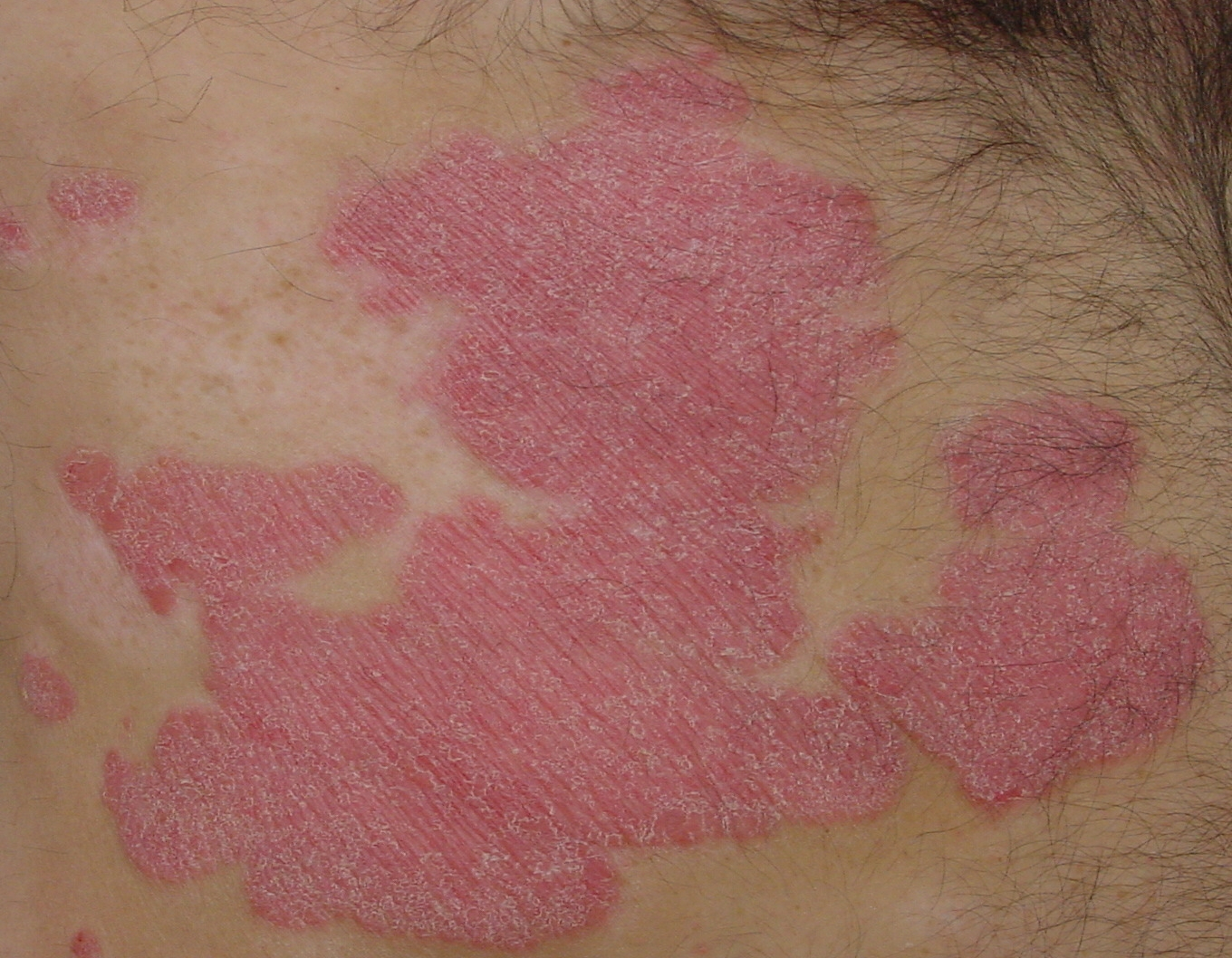
Placca, psoriasi
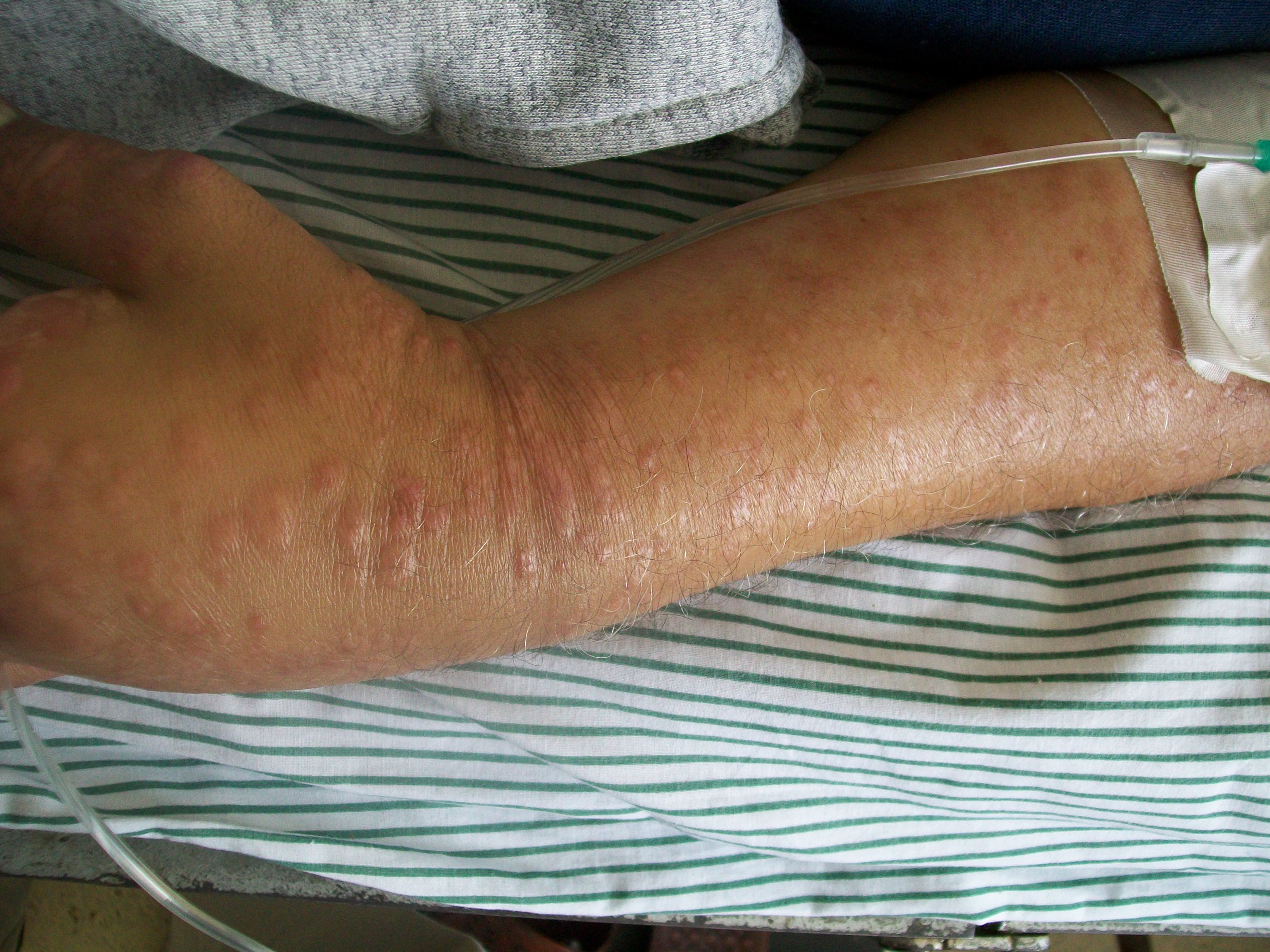
Placca, micosi fungoide
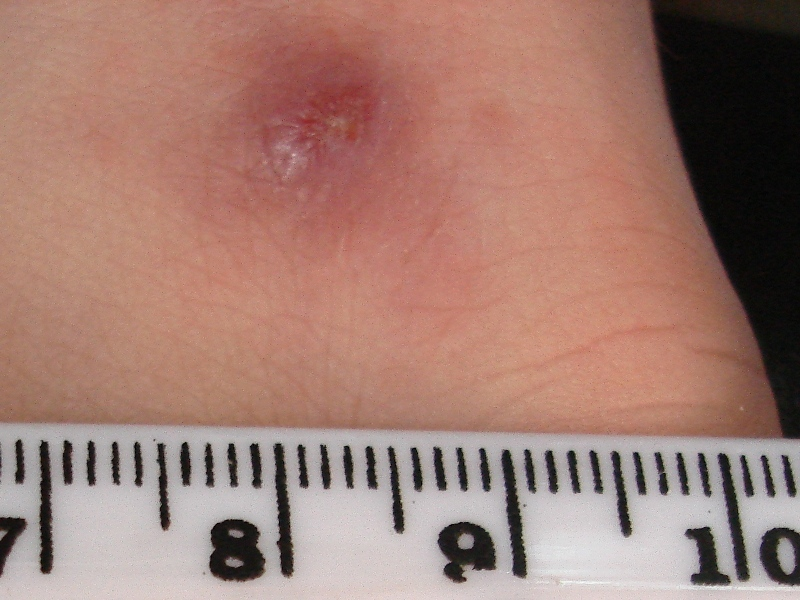
Nodulo, leishmaniosi cutanea
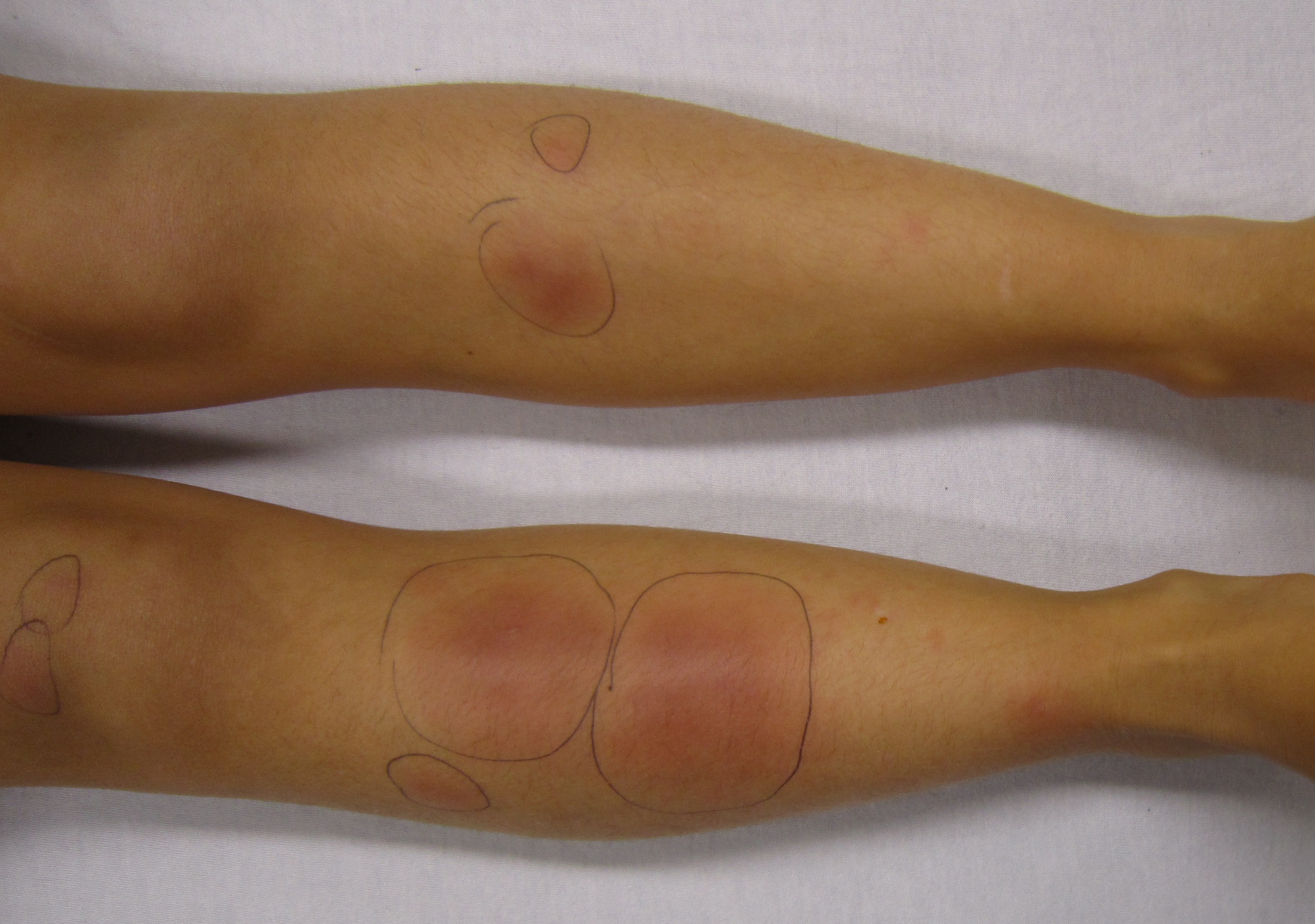
Nodosità, eritema nodoso
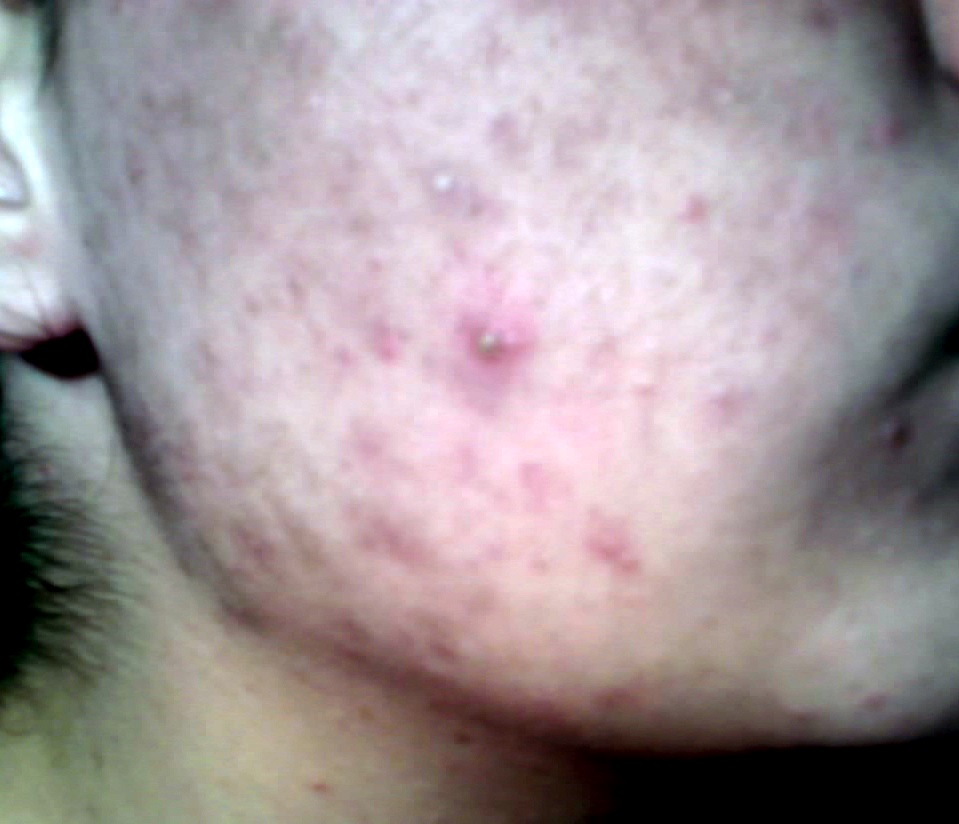
Pustola, acne
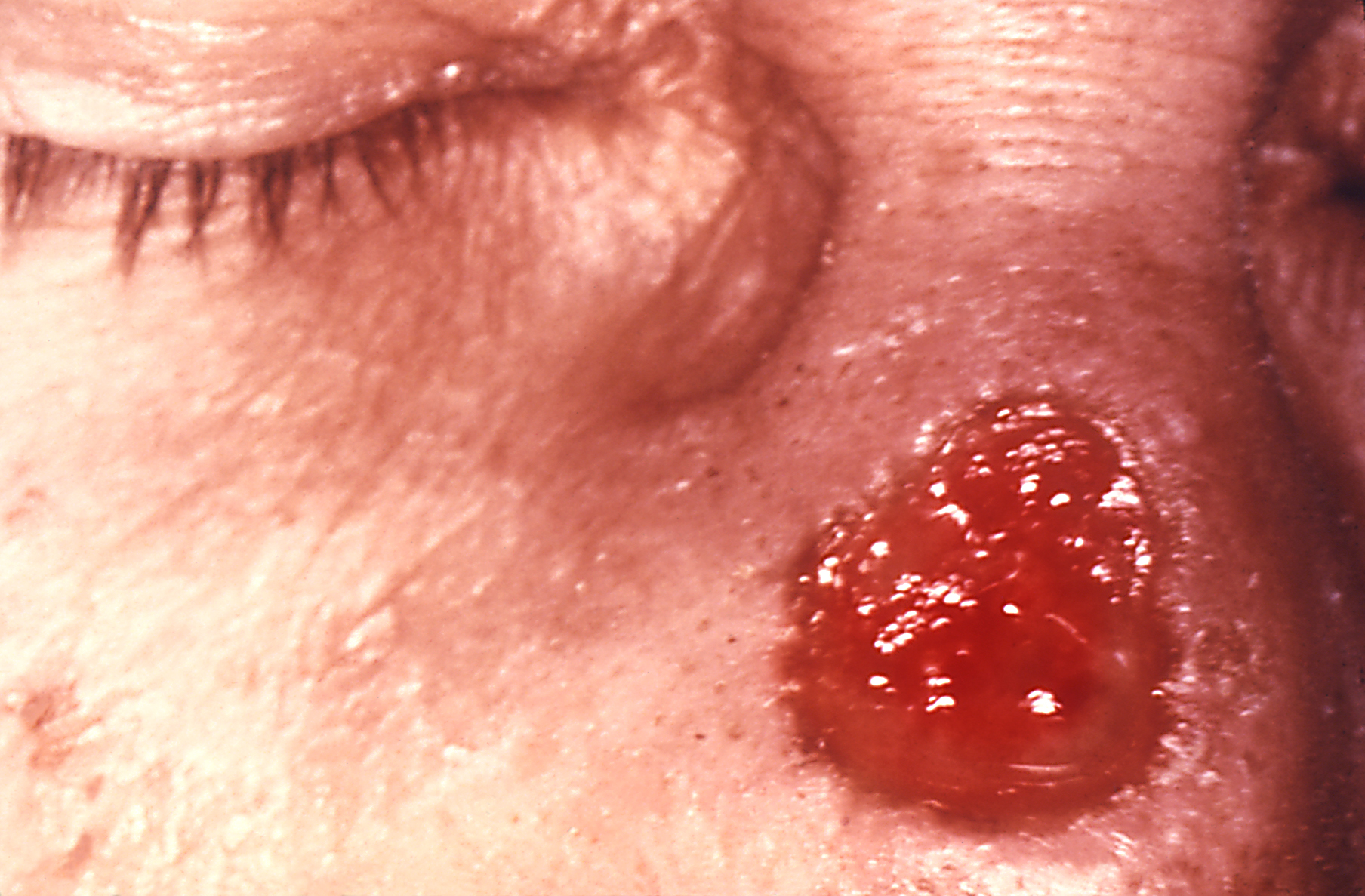
Gomma, sifilide
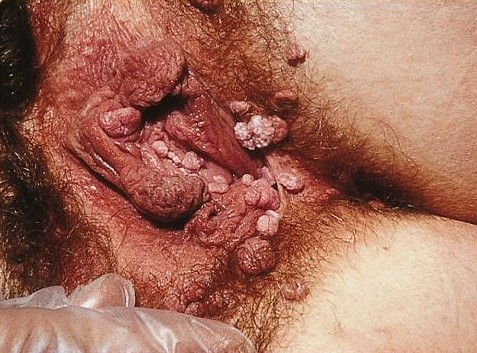
Verrucosità, condilomi acuminati della vulva
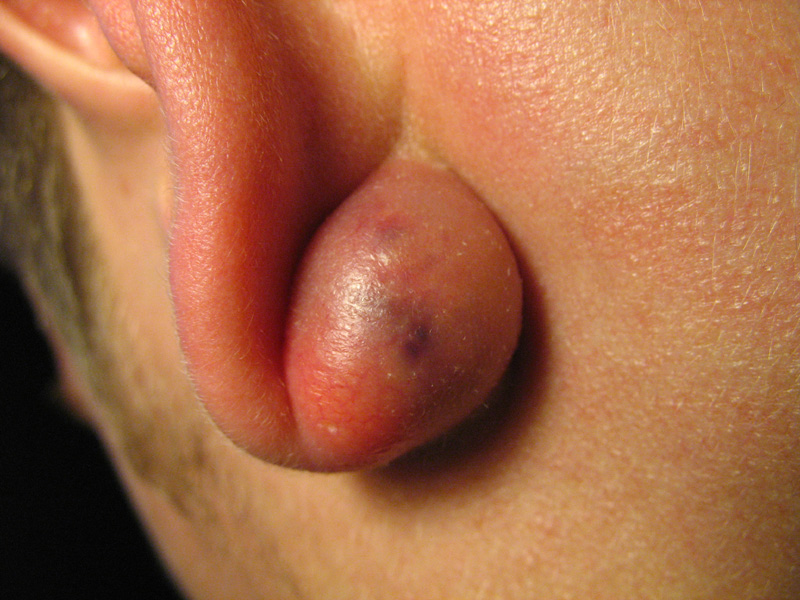
Cisti sebacea (talora considerate lesioni patognomoniche)

## Lesioni secondarie

### Squama
La squama è un agglomerato di cellule cutanee superficiali morte in via di eliminazione. Si distinguono squame lamellari, ampie e spesse, squame ittiosiche, ancora più spesse e adese al centro, squame foliacee, ampie e sottili e squame furfuracee o pitiriasiche, piccole e sottili. La squama rappresenta la lesione attraverso cui si evolvono molte malattie esantematiche dell'infanzia e diversi processi infettivi cutanee. Squame localizzate a livello di una placca eritematosa sono tipiche della psoriasi.

### Cheratosi
La cheratosi è una lesione caratterizzata da cellule cheratinizzate fortemente adese e la cui manipolazione o rimozione provoca facile sanguinamento. I corni cutanei sono un classico esempio di cheratosi.

### Crosta
Di contenuto ematico, rappresentano il prodotto dei processi riparativi di lesioni cutanee. Vengono distinte in base al colore, proprietà che identifica la profondità dalle lesione in riparazione. Tipiche croste mieliceriche si riscontrano nell'impetigine.

### Escara
Un'escara è un agglomerato più o meno spesso di cellule necrotiche. Tipica è l'escara nelle ustioni di 3º grado.

### Ragade
Soluzione di continuo della cute, lineare, con pareti verticali e più o meno dolente. Può presentarsi su dermatite atopica, psoriasi o altre malattie infiammatorie della cute.

### Escoriazione
Lesione provocata dal grattamento che si manifesta in corso di malattie pruriginose, nell'intertrigine grave o nella psoriasi.

### Erosione
Perdita di sostanza limitata dall'epidermide o agli strati più superficiale delle mucose. Tipiche sono le erosioni che si manifestano in corso di aftosi, di herpes o altre malattie vescicolari del cavo orale.

### Ulcera
Perdita profonda di sostanza, con interessamento del derma (cute) o del corion (mucose). È la lesione con cui possono manifestarsi diverse neoplasie cutanee come il carcinoma spinocellulare o il carcinoma basocellulare o le aftosi del cavo orale.

### Cicatrice
Una cicatrice rappresenta il risultato dei processi riparativi innescati da un insulto del derma (ulcere, traumi); inizialmente rilevata e rosa, con il tempo tende a diventare grigiastra ed incavata.

### Atrofia
L'atrofia è dovuta alla normale senescenza tissutale o a processi infiammatori distrofici cronici. Un'area atrofica si caratterizza per l'assottigliamento dell'epidermide e talora del derma sottostante. Tipica è l'atrofia che si manifesta in corso di protratto trattamento con corticosteroidi topici.

### Lichenificazione
Area cutanea ispessita e finemente desquamante, con disegno cutaneo accentuato (superficie "acciottolata"), dovuta a grattamento. Tale lesione, tipica della dermatite atopica o di altre lesioni pruriginose.

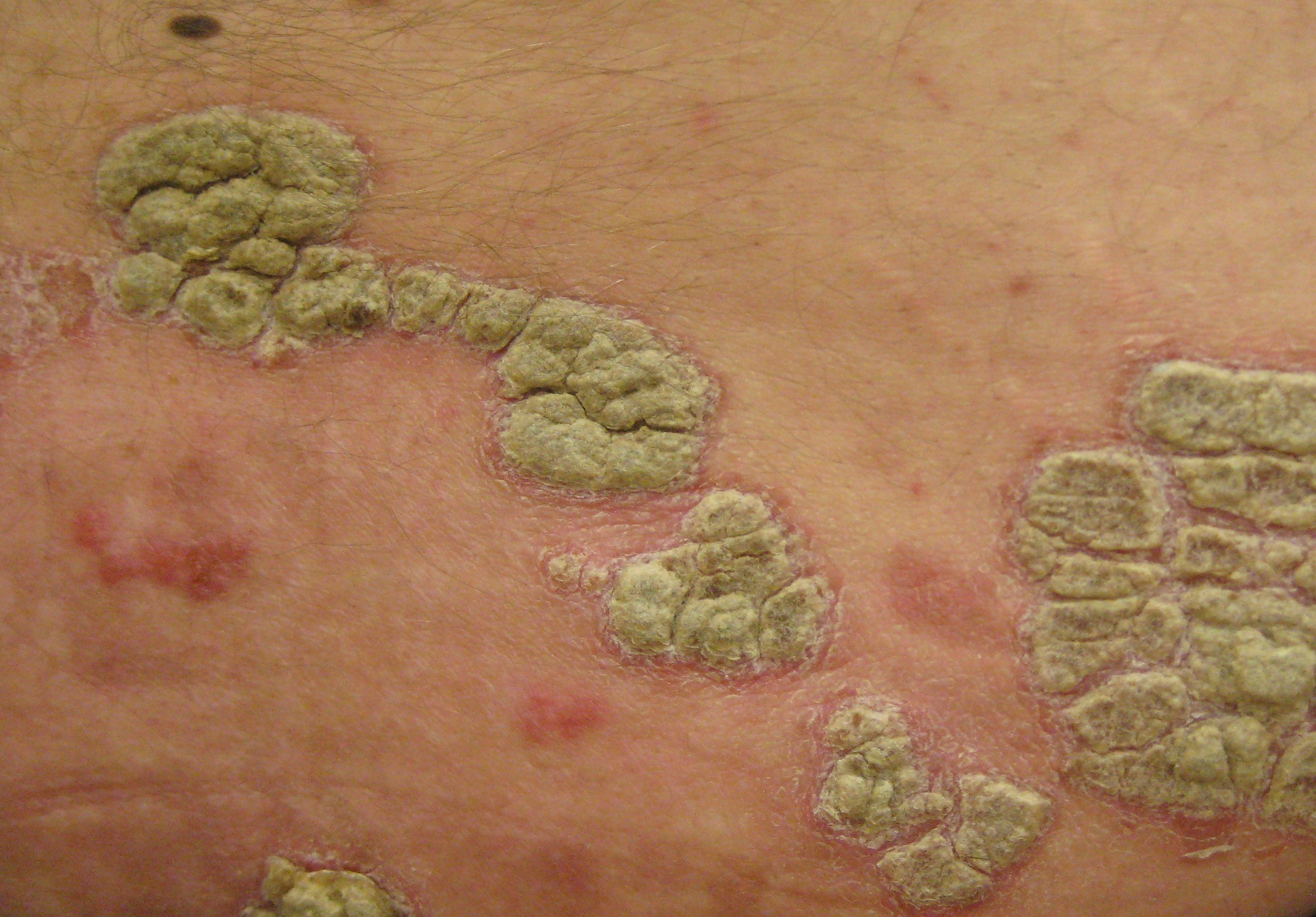
Squame, psoriasi
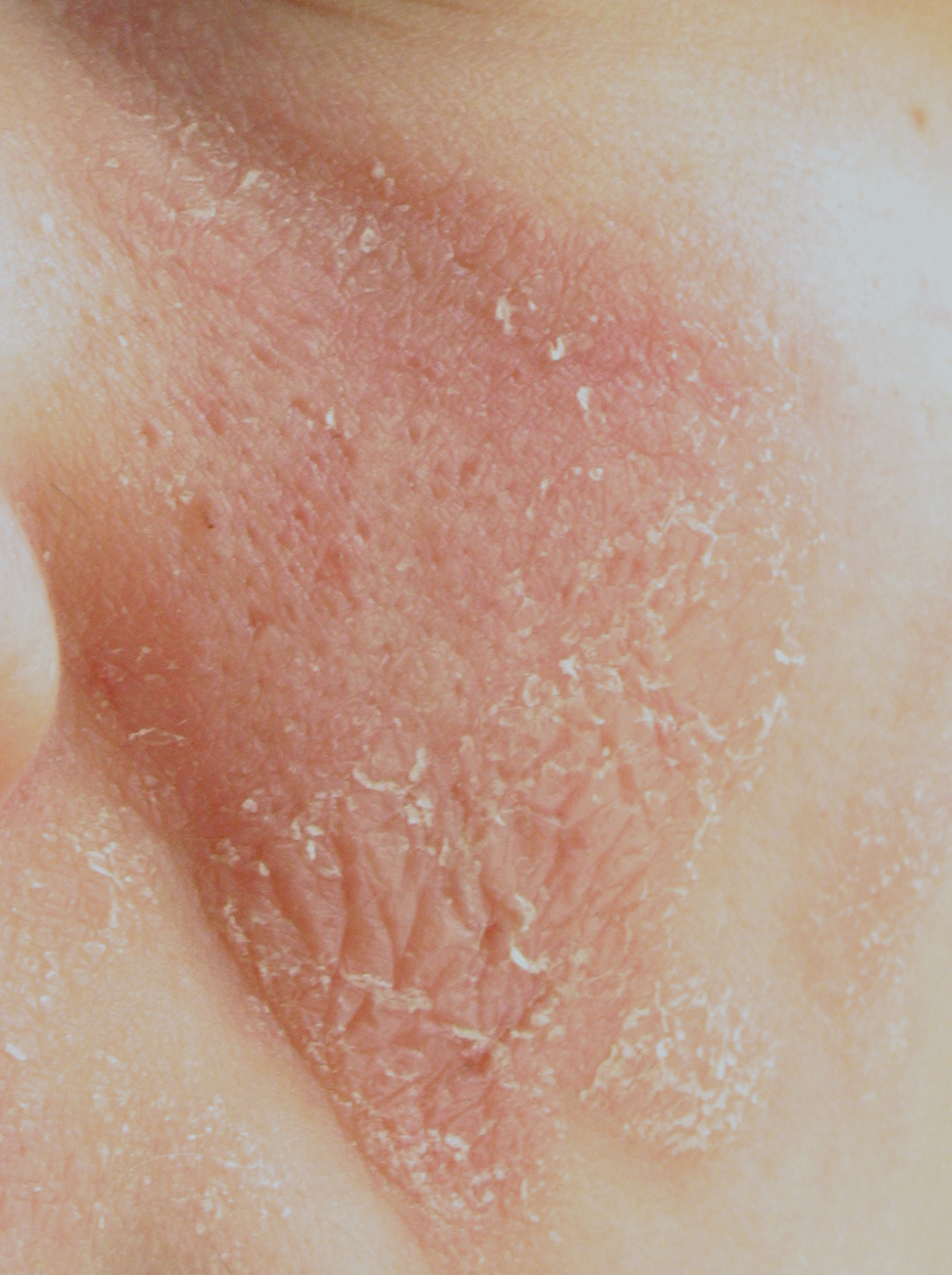
Squame, dermatite atopica
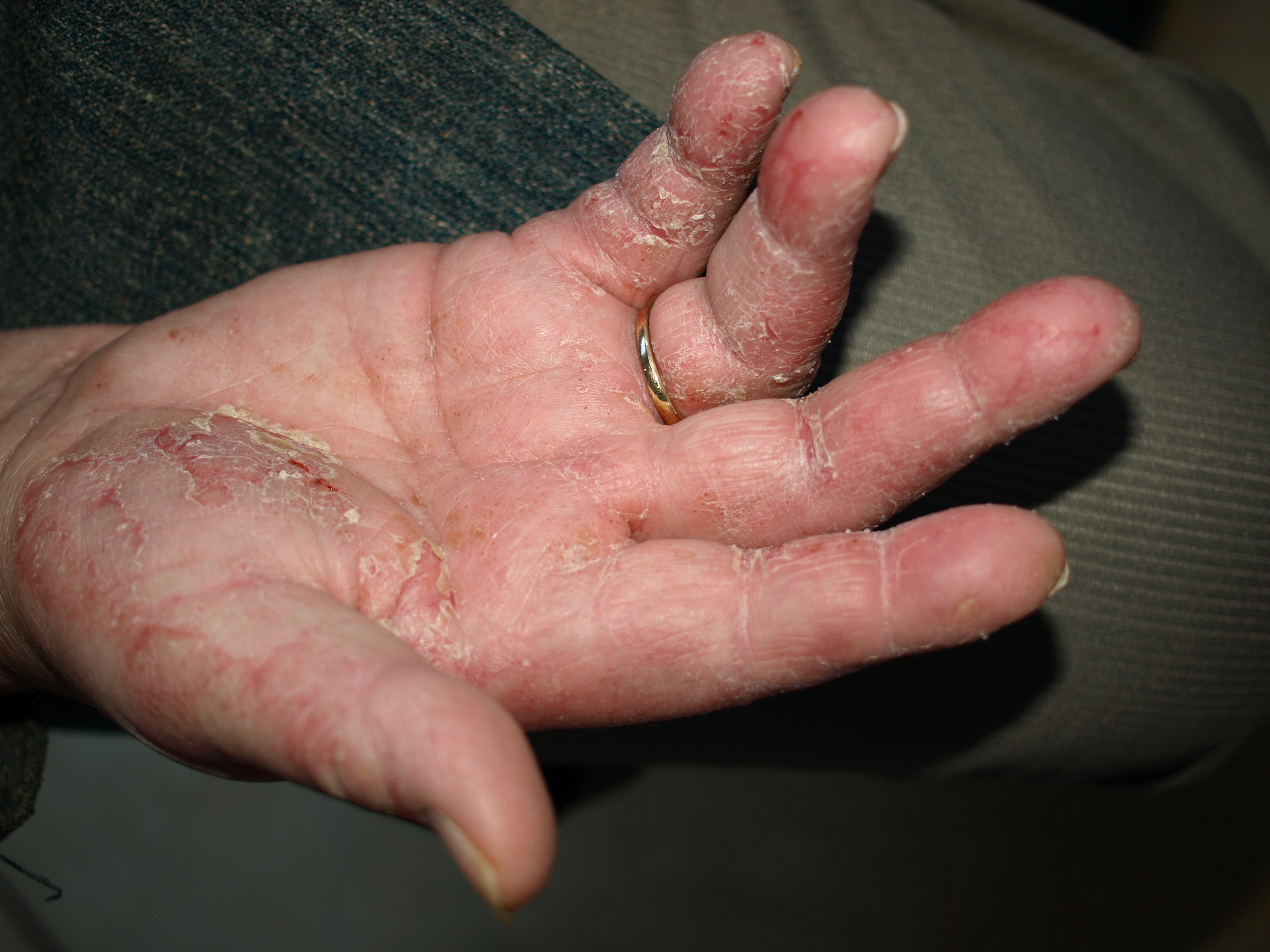
Squame, lesioni da ciproxin
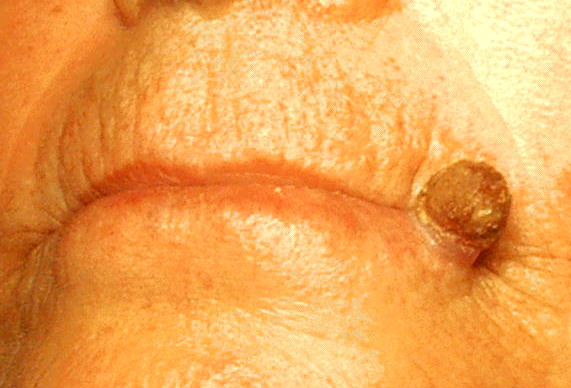
Cheratosi attinica
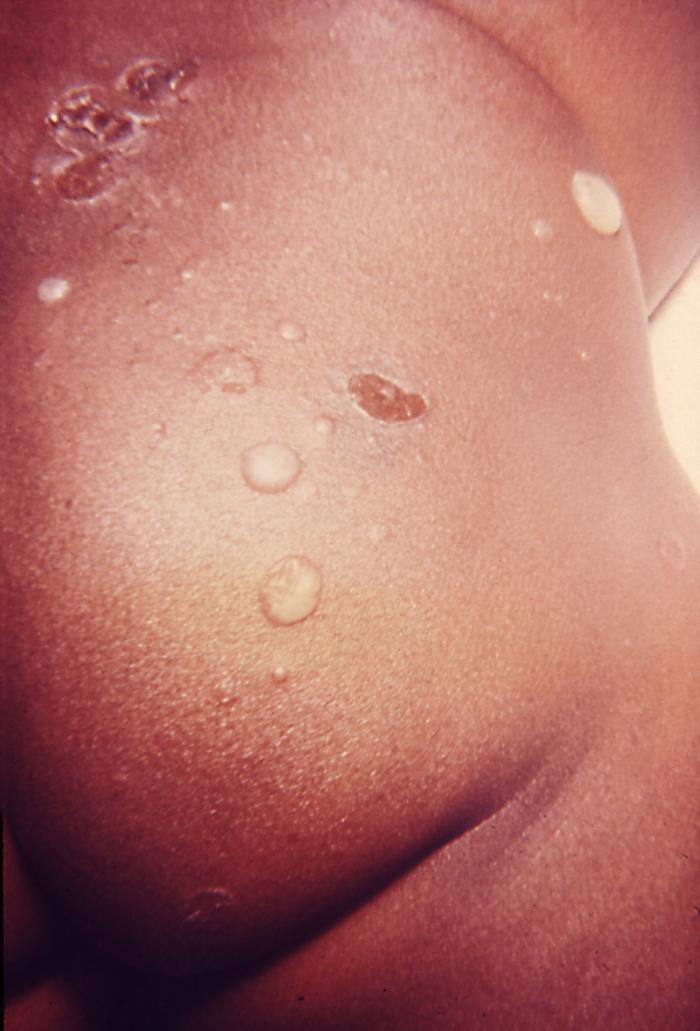
Crosta, impetigine
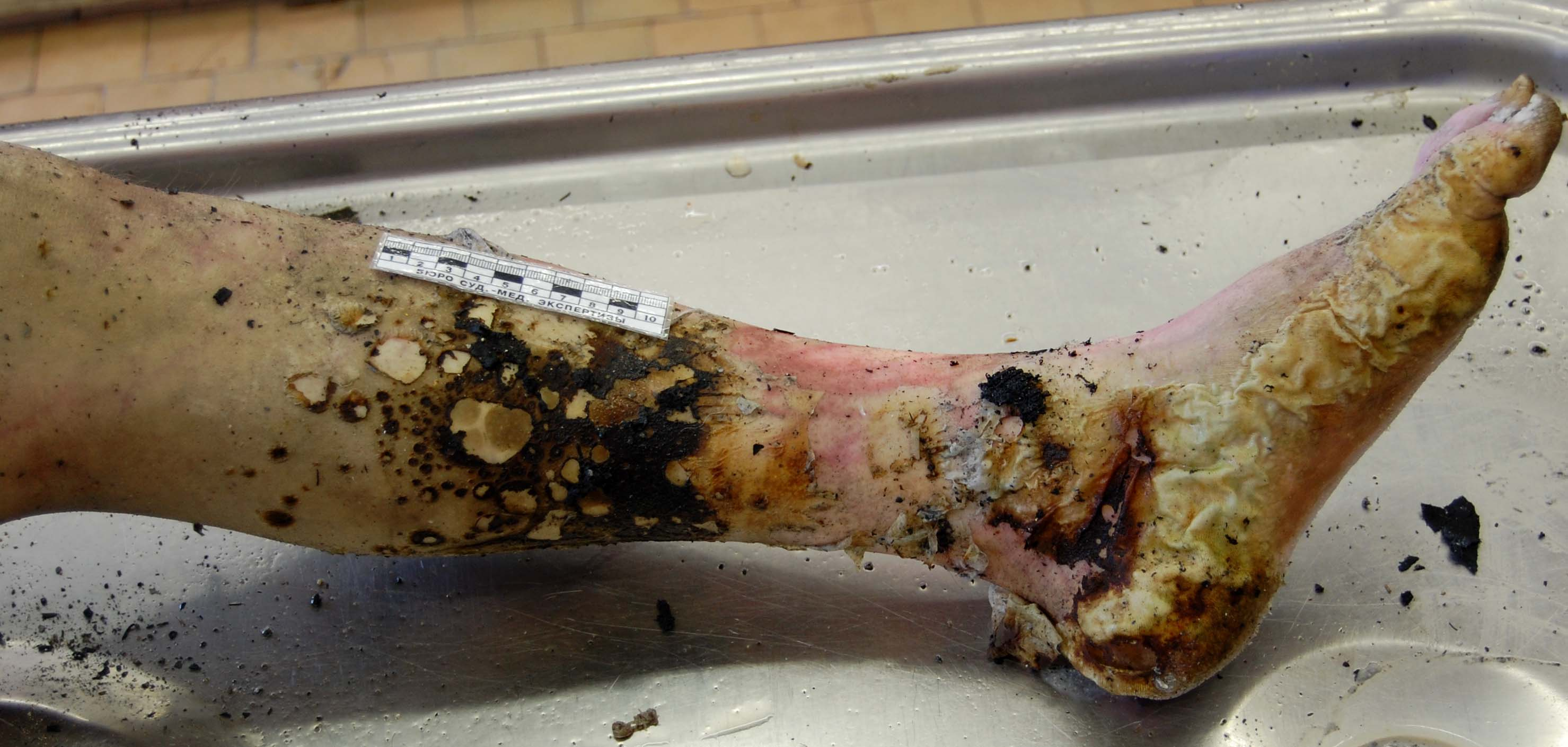
Escara, ustione di terzo grado
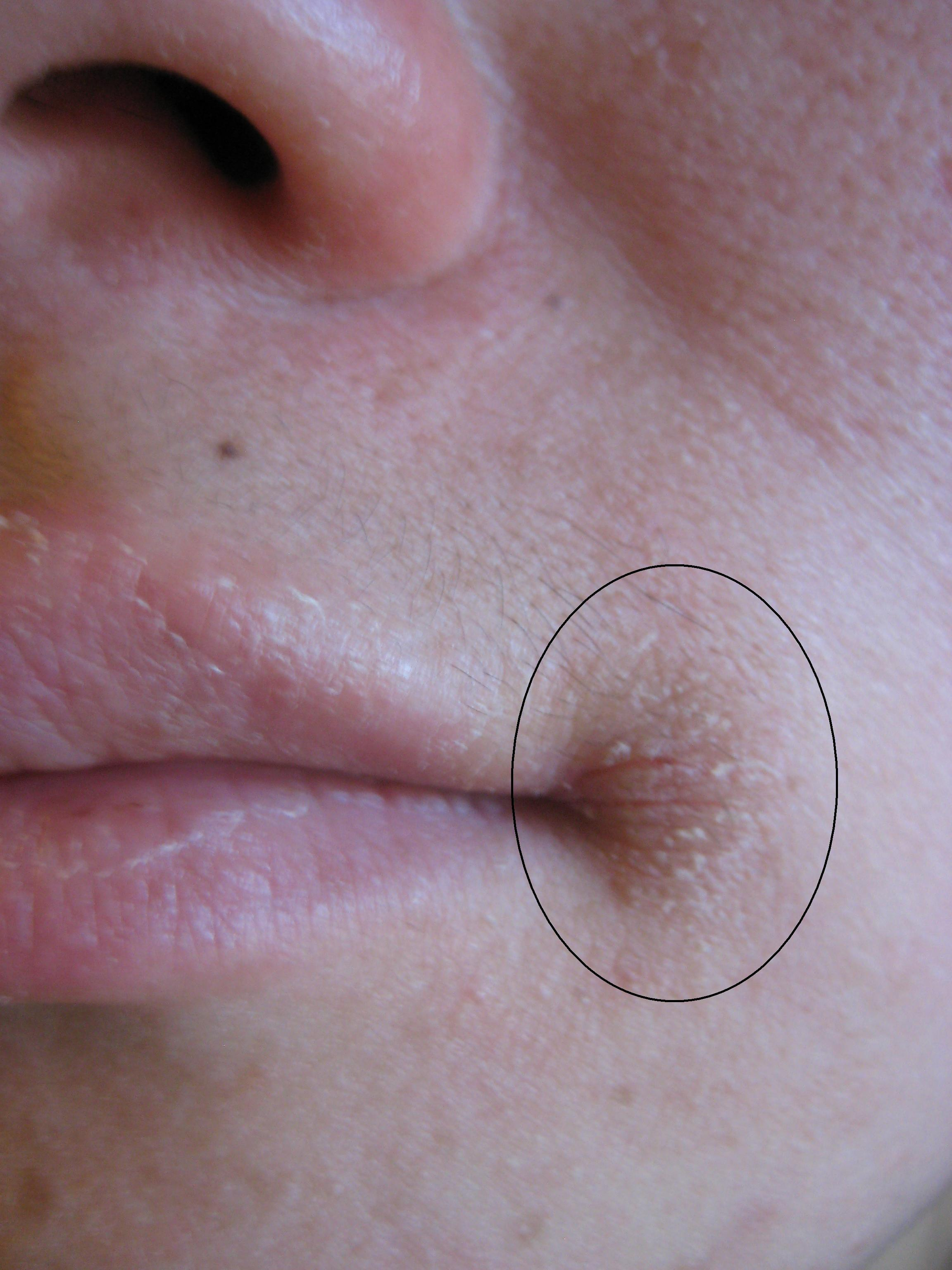
Ragade, cheilite angolare
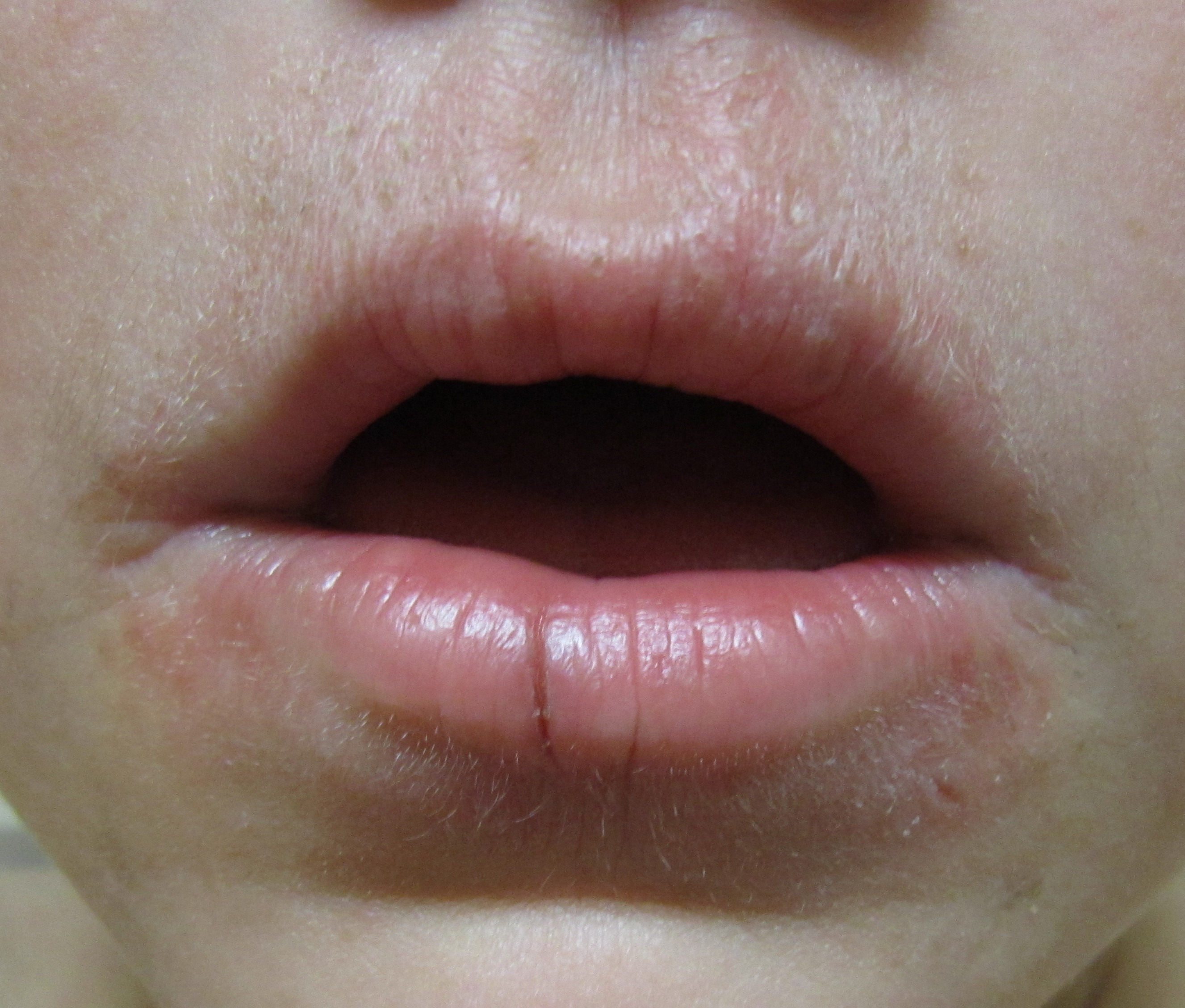
Ragade, dermatite da leccamento
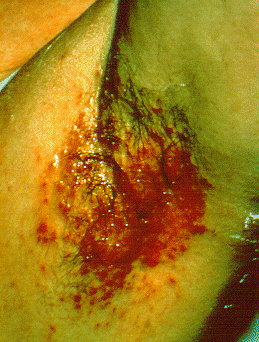
Escoriazione, intertrigine del cavo ascellare
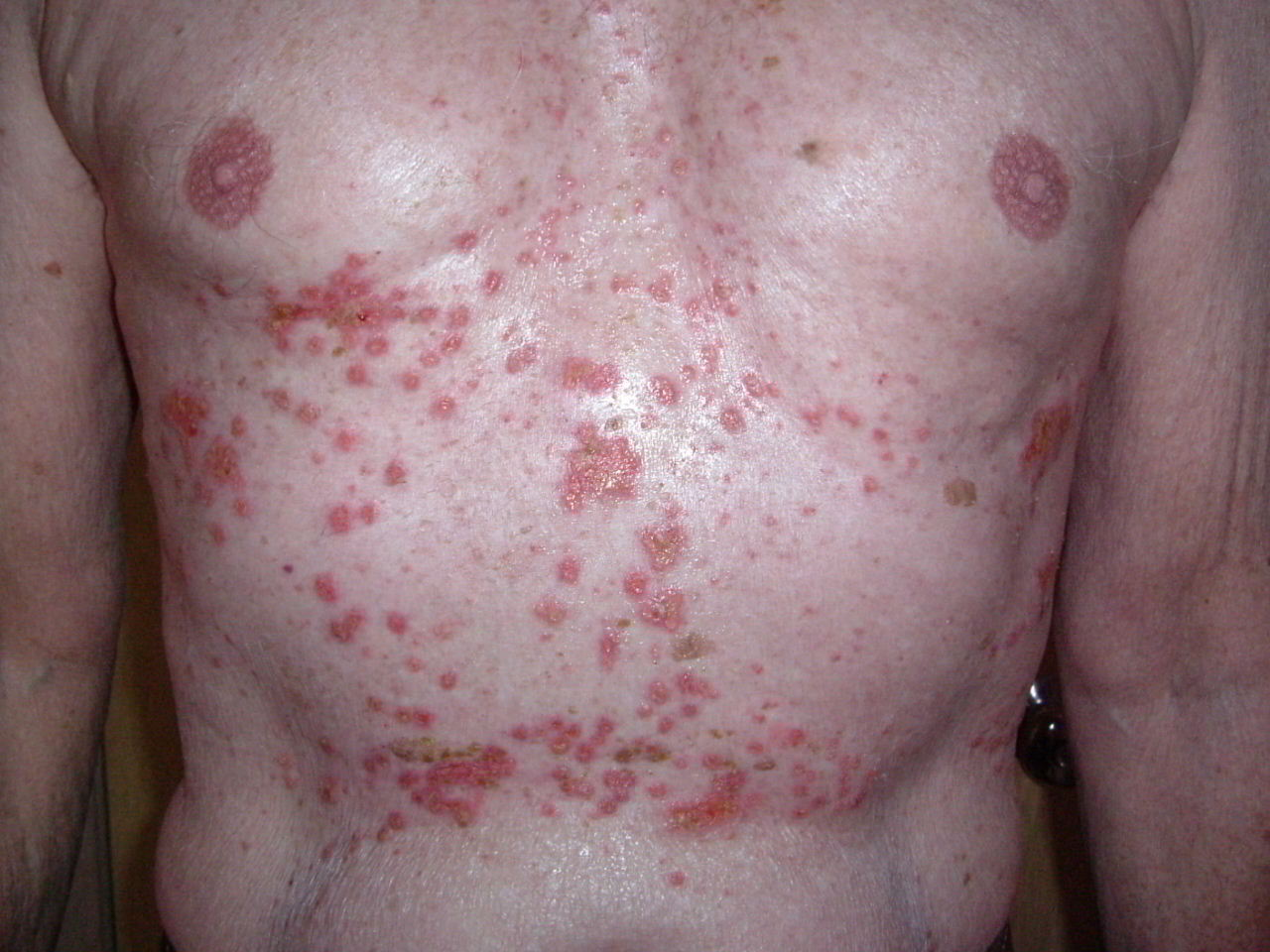
Erosioni+ croste, dermatosi acantolitica transiente di Grover
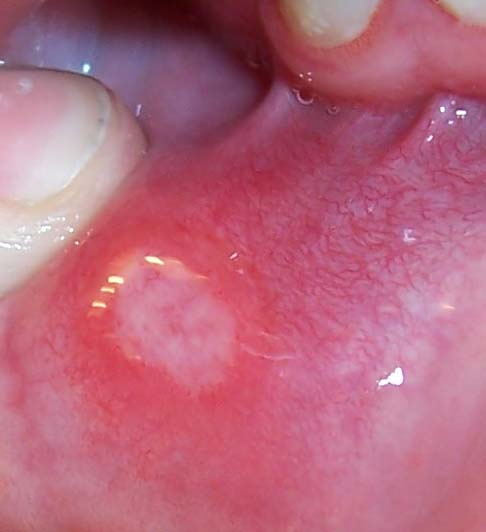
Erosione, aftosi del cavo orale
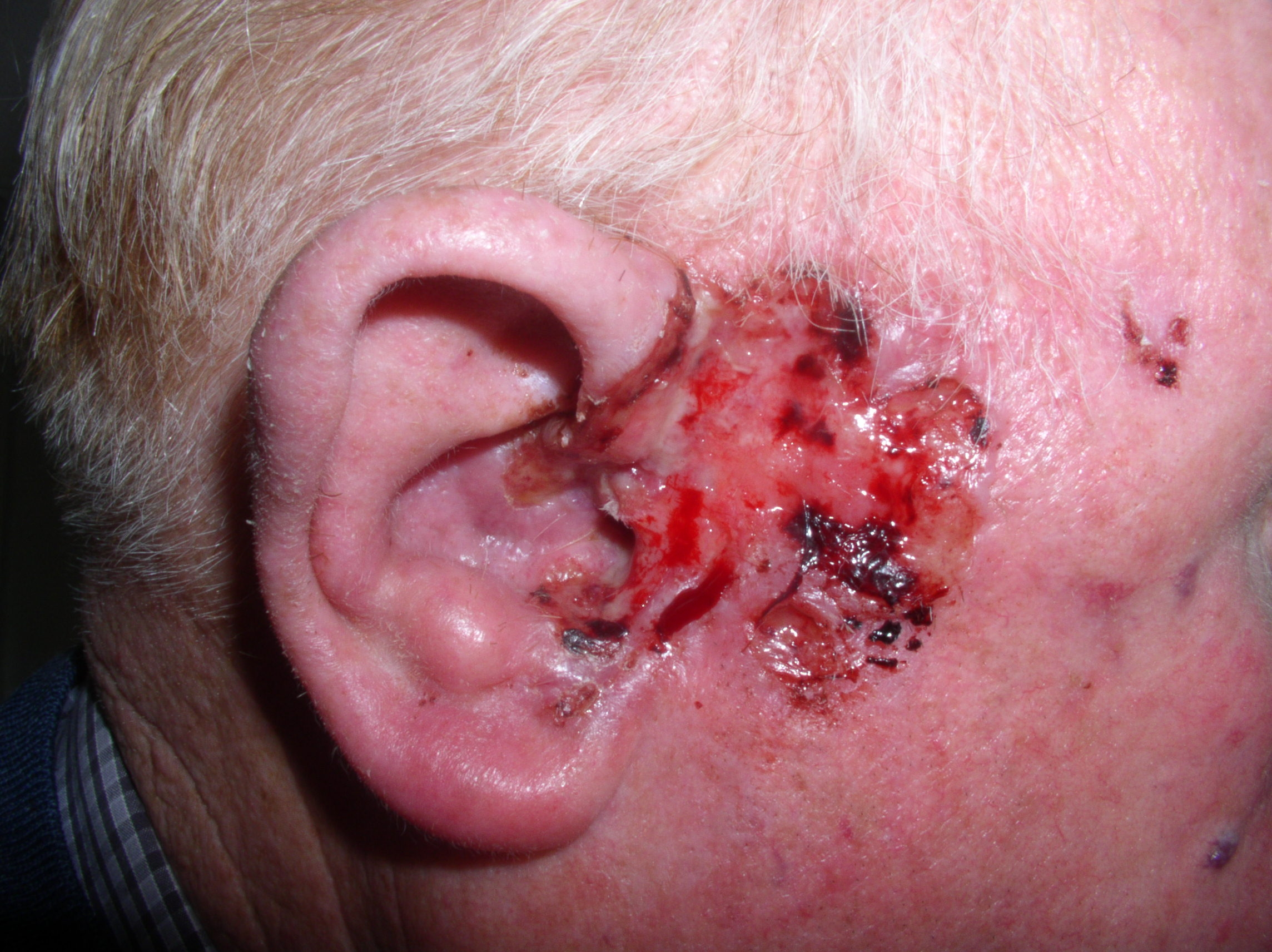
Ulcera, carcinoma basocellulare
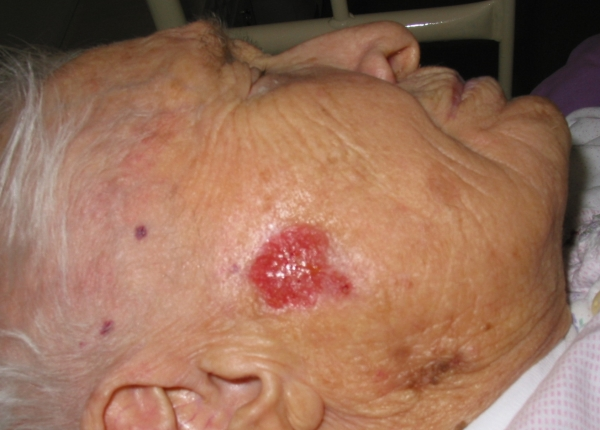
Ulcera, carcinoma basocellulare
Ulcera, carcinoma spinocellulare
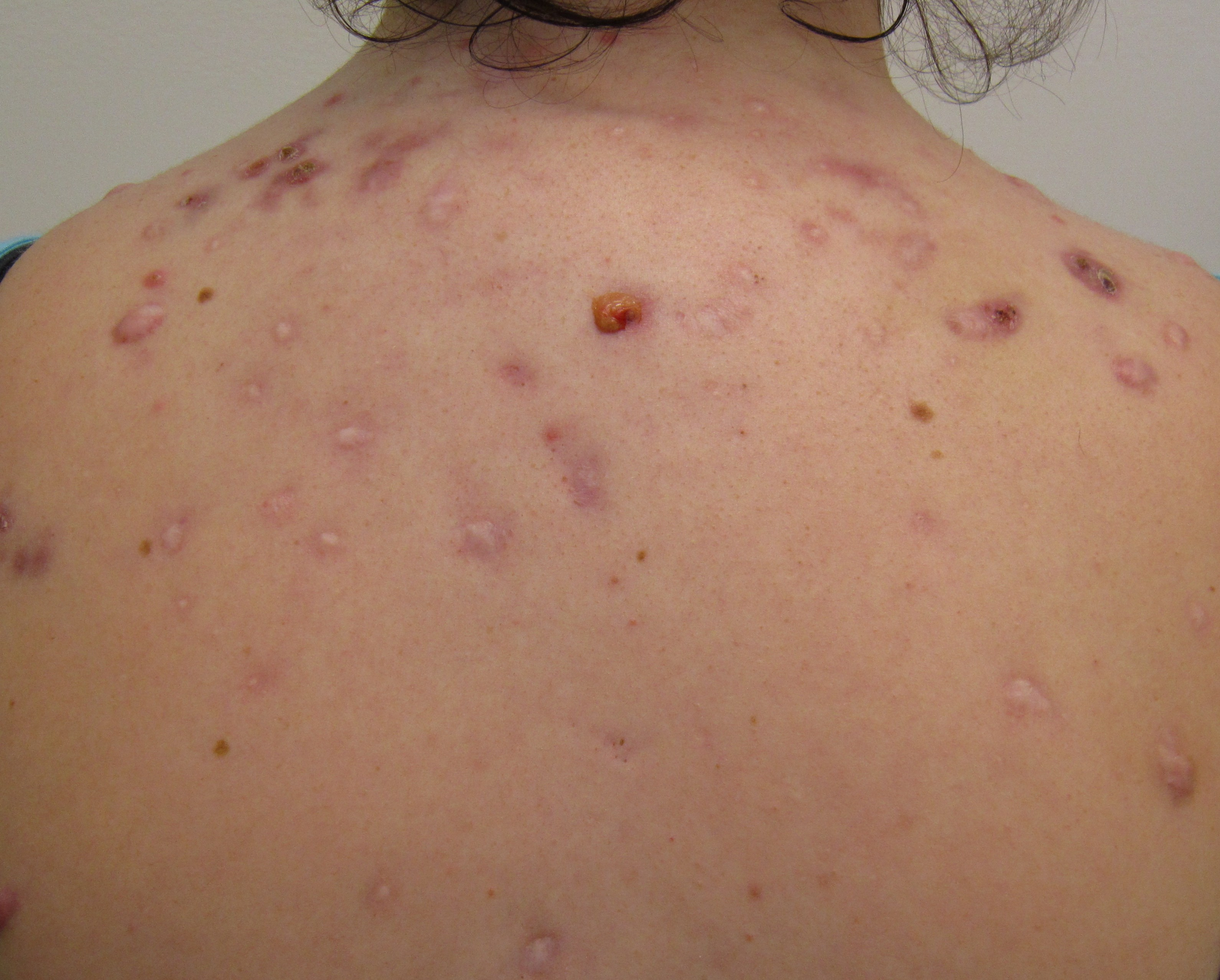
Cicatrice, acne cistica
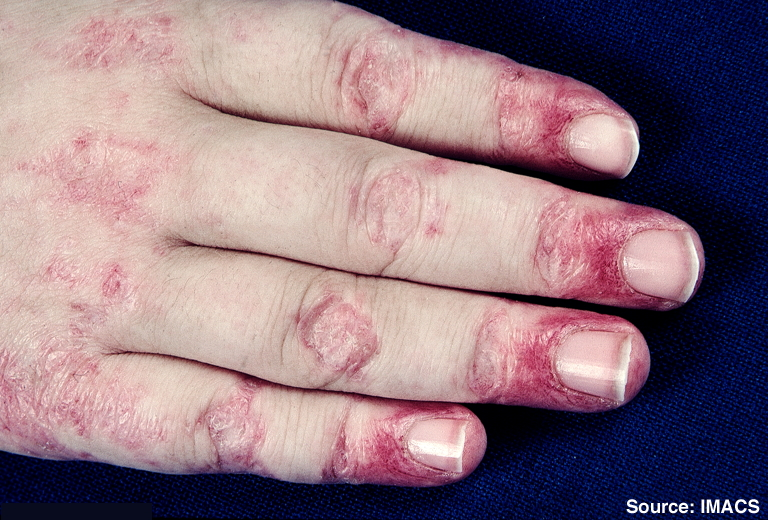
Atrofia e teleangectasie in corso di dermatomiosite
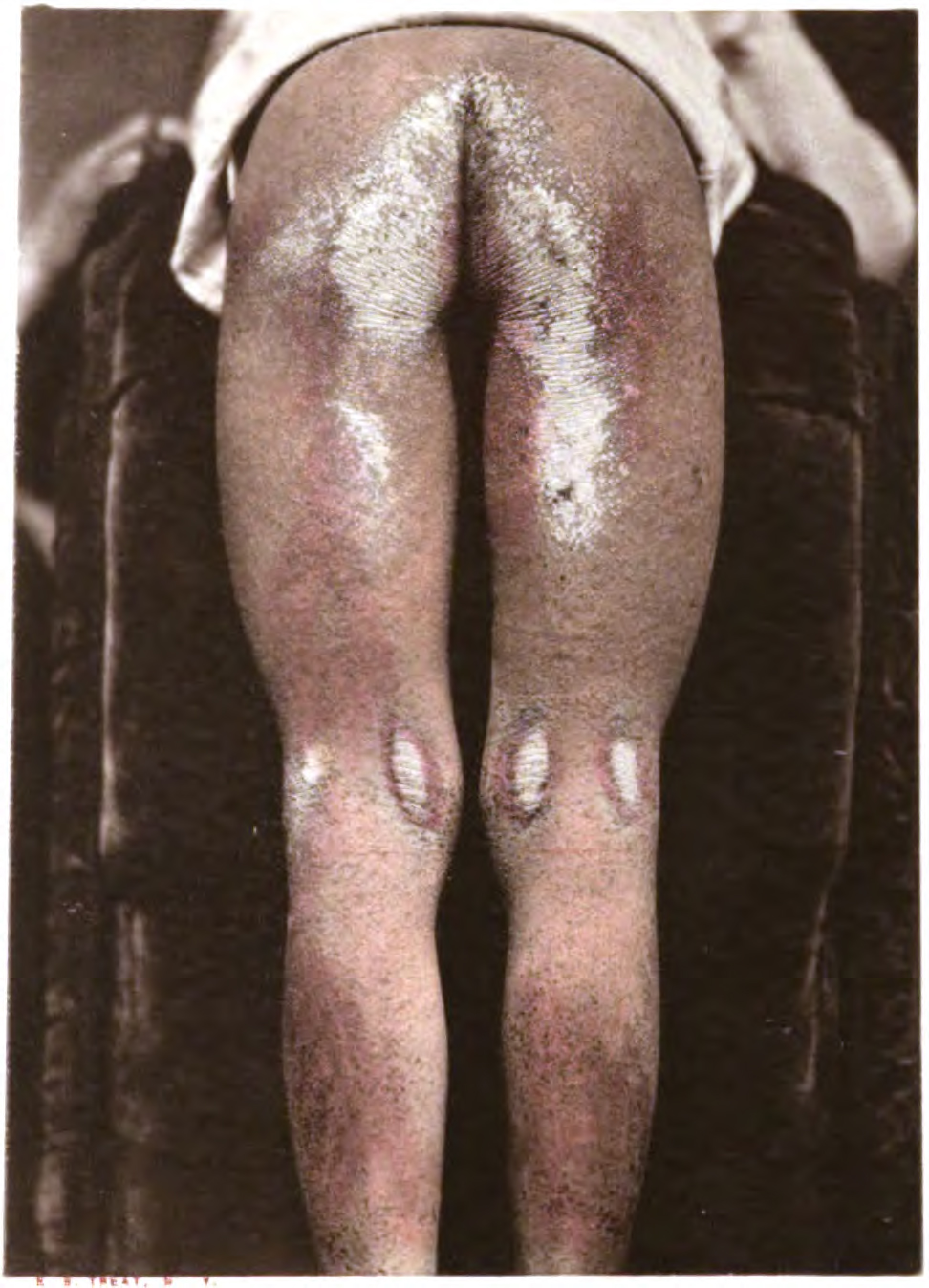
Lichenificazione, lichen ruber
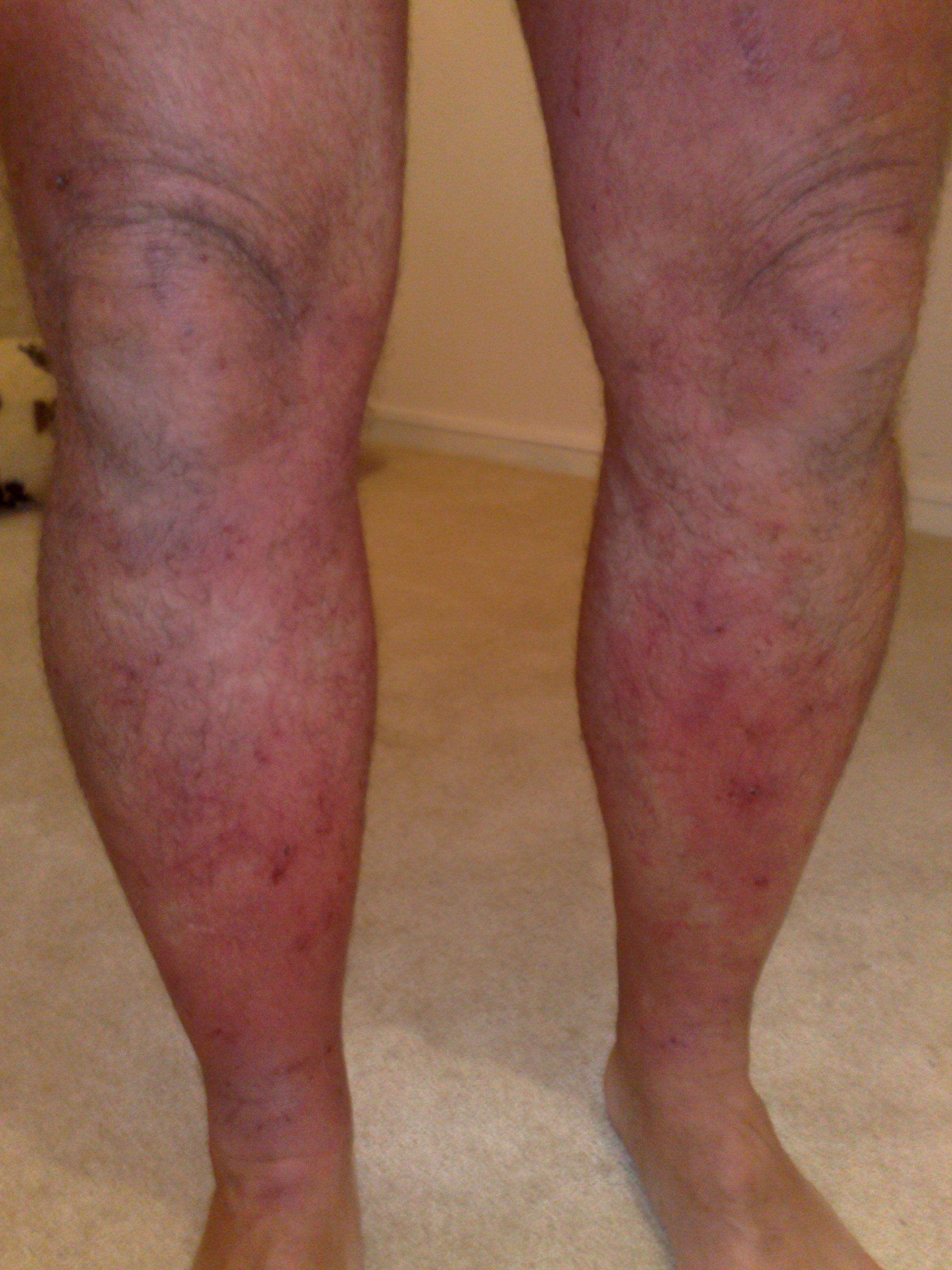
Lichenificazione a livello delle caviglie

## Lesioni patognomoniche

### Cunicolo
Il cunicolo è un rilievo bianco-grigiastro, più o meno lungo e tortuoso, associato ad una piccola eminenza brunastra (ingresso), che rappresenta il tragitto intra-epidermico dell'acaro della scabbia (Sarcoptes scabiei).

### Comedone
Il comedone è una cisti aflegmasica a contenuto sebaceo che si forma in corrispondenza di un follicolo pilifero ricoperta da un tappo sebo-cheratinico a livello dell'orifizio follicolare. In base al diametro di quest'ultimo, il comedone può presentarsi come punto nero (orifizio ampio) o punto bianco (orifizio ristretto). I comedoni sono presenti normalmente nelle pelle, sebbene siano caratteristici dell'elastosi solare e dell'acne.

### Scutolo
Lo scutolo è una lesione grigio-giallastra con zona centrale depressa tipica della tigna favosa.

### Milia
Il milium è una piccola cisti aflegmatico a contenuto cheratinico dal caratteristico colore giallastro. A differenza del comedone, non presenta un orifizio visivile.

### Teleangectasia
Per teleangectasia si intende un piccolo vaso capillare dilatato, tortuoso e ramificato.

### Petecchie
Lesioni emorragiche sovente dovute a condizioni patologiche associate a piastrinopenia e di dimensioni inferiori a 0.5 cm ("punta di spillo").

### Porpora
Lesione dovuta allo stravaso emorragico infiammatorio tipico di vasculiti e di dimensioni superiori a 0.5 cm e apprezzabile alla palpazione.

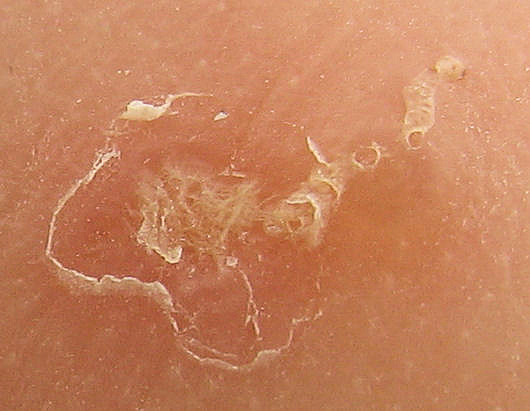
Cunicolo
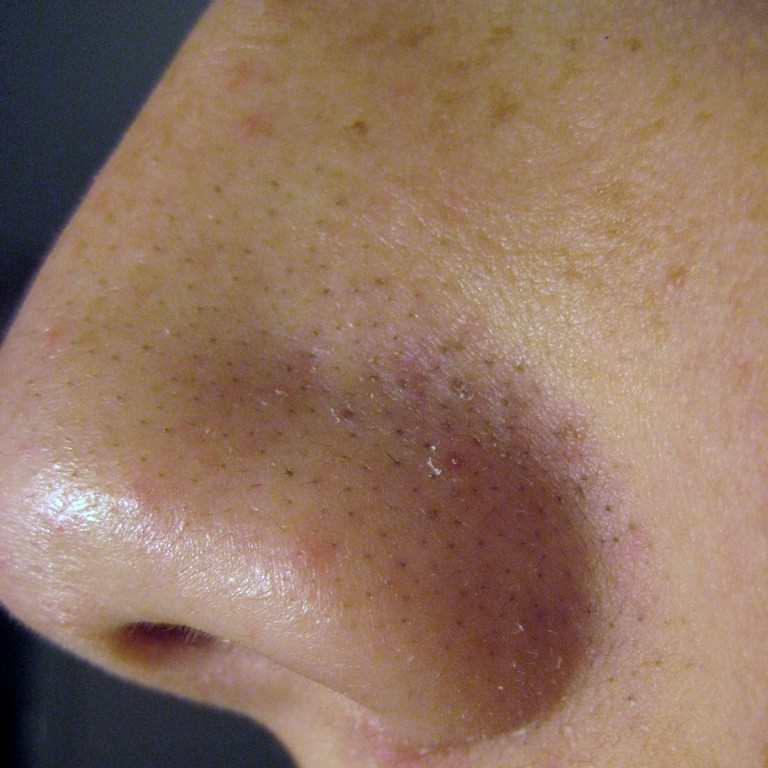
Comedone
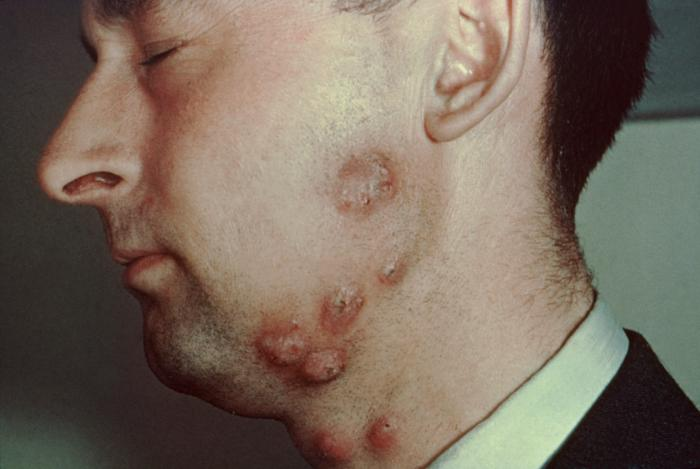
Scutolo
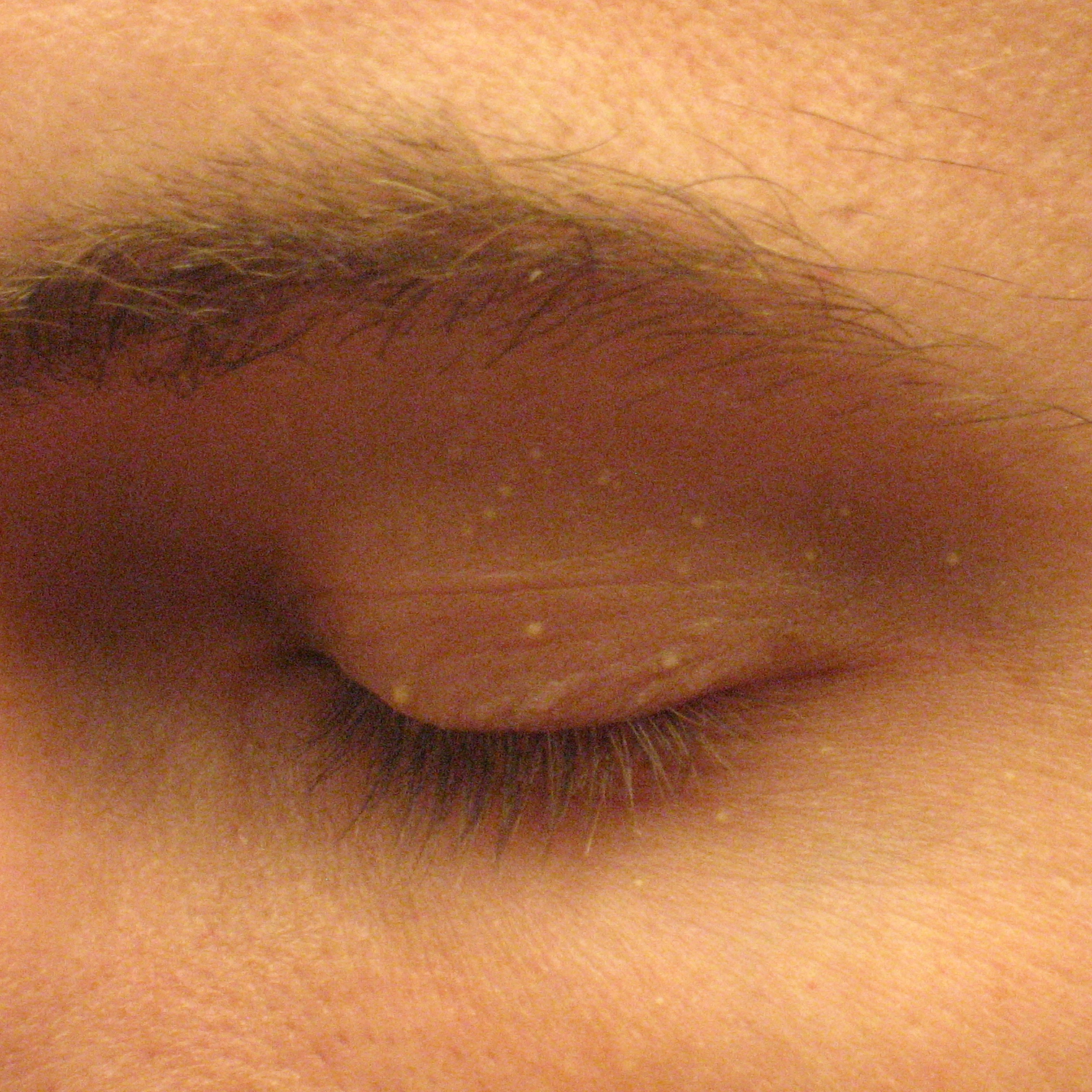
Milia
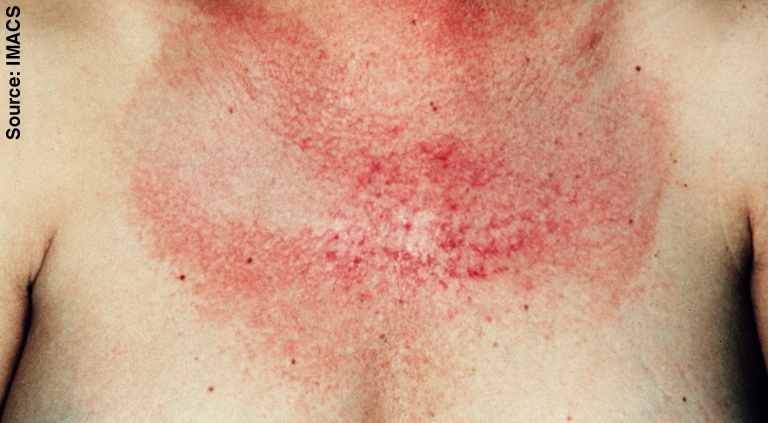
Teleangectasia
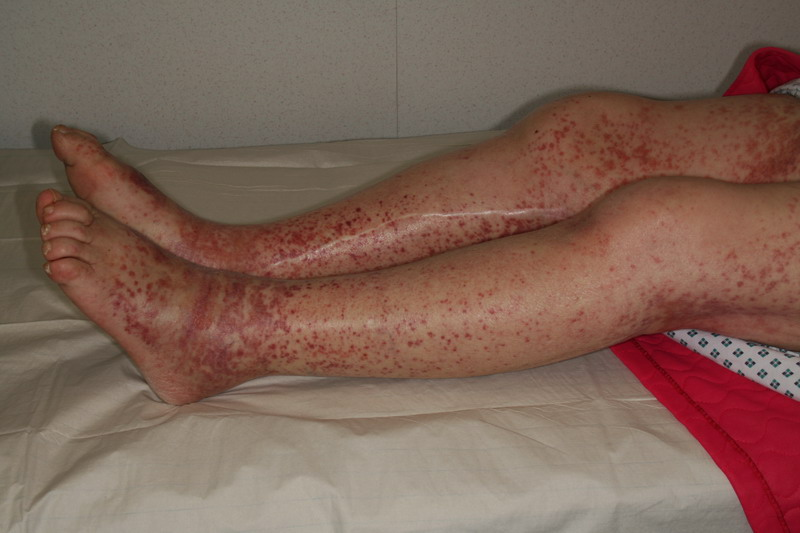
Porpora